# 四式戦闘機
中島 キ84 四式戦闘機「疾風」
- 用途：戦闘機
- 設計者：小山悌
- 製造者：中島飛行機
- 運用者： 大日本帝国（日本陸軍）
  満州国（飛行隊）
 中華民国（中華民国空軍）
 中華人民共和国（中国人民解放軍空軍）
- 初飛行：1943年4月
- 生産数：約3,500機(3,514機という[1])
- 運用状況：退役

四式戦闘機（よんしきせんとうき）は、第二次世界大戦時の大日本帝国陸軍の戦闘機。キ番号（試作名称）はキ84。愛称は疾風（はやて）。呼称・略称は四式戦、四戦、キハチヨン、ハチヨン、大東亜決戦機、決戦機など。連合軍のコードネームはFrank（フランク）。開発・製造は中島飛行機。

## 概要

三面図

基本設計はオーソドックスな構成ながら、速度、武装、防弾、航続距離、運動性、操縦性をバランス良く纏め、設計段階で生産性も考慮された機体である。九七式戦闘機（キ27）、一式戦闘機「隼」（キ43）、二式戦闘機（二式単座戦闘機）「鍾馗」（キ44）と続いた、小山悌技師長を設計主務者とする中島製戦闘機の集大成とも言える機体である。
特に最高速度は大戦中に実用化された日本製戦闘機の中では最速であり、キ84-I乙試作機が試験飛行の際に高度6,000 mにおいて660 km/hを記録している。また、戦後のアメリカ軍によるテストでは、戦時緊急出力時かつ高度20,000 ft (6,096 m)にて687 km/h を記録している（100オクタン/140グレードのガソリンとアメリカ製点火プラグを使用し、武装を取り除いた重量7,490 lb (3,397 kg)の状態）。
四式重爆撃機「飛龍」（キ67）とともに重点生産機に指定され、総生産機数は基準孔方式の採用など量産にも配慮した設計から、1944年（昭和19年）中頃という太平洋戦争（大東亜戦争）後期登場の機体ながらも、日本軍戦闘機としては零戦、一式戦に次ぐ約3,500機に及んだ
帝国陸軍からは戦局を覆す「大東亜決戦機（大東亜決戦号・決戦機）」として大いに期待され、大戦後期の主力戦闘機として多数機が各飛行戦隊といった第一級線の実戦部隊に配備された。当時の主要戦線の全て（中国戦線、フィリピン戦線、ビルマ戦線）および日本本土防空戦に従軍し、対戦したアメリカ軍からも「The best Japanese fighter（日本最優秀戦闘機、日本最良戦闘機）」と評価された機体だったが、整備状況によるものの搭載した新型エンジンハ45（誉）の不調や、潤滑油・ガソリン（オクタン価）の品質低下、点火プラグやコードなどの電気系統の不良・不足、前線での整備力の低下などにより全体的に稼働率が低く、スペック通りの性能を出すのが難しかった。さらに、それまでの日本軍戦闘機とは機体特性が異なるためパイロットには戦術の転換が必要になるなど、大戦後半に登場した陸海軍機の多くと同様、運用側でも評価の分かれる機体である。

## 開発経過
1941年（昭和16年）12月29日、キ44（のちの二式戦）の発展型として中島に対し、最高速度680 km/h以上、20mm機関砲2門・12.7mm機関砲2門装備、制空・防空・襲撃など、幅広い任務に使用可能な高性能万能戦闘機の開発指示がなされた。当初はキ44の2,000馬力級エンジンハ145搭載型であるキ44-III（計画のみという説と少数機試作されたとの説がある）をベースに翼面積を増やして着陸を容易にし、燃料搭載量を増して航続距離を伸ばし、強力なエンジンにより速度・上昇力の向上を狙ったものになる予定であった。
しかし、キ84は最初から広大な太平洋戦域で運用される事が決まっていたため、更なる航続距離の伸長が求められ、燃料搭載量の増加とともに翼面荷重を計画値の155 kg/m2に収めるために翼面積の拡大を余儀なくされ、2,700 kg程度と目されていた全備重量は3,000 kgを優に越える見通しとなった。それに対応して翼面積を増やすとまた重量が増加するという悪循環に陥り、特に主翼の設計は難航した。さらに、前線からの要求で防弾・防火装備、武装の強化なども必須となり、これも重量が増加する一因となった。

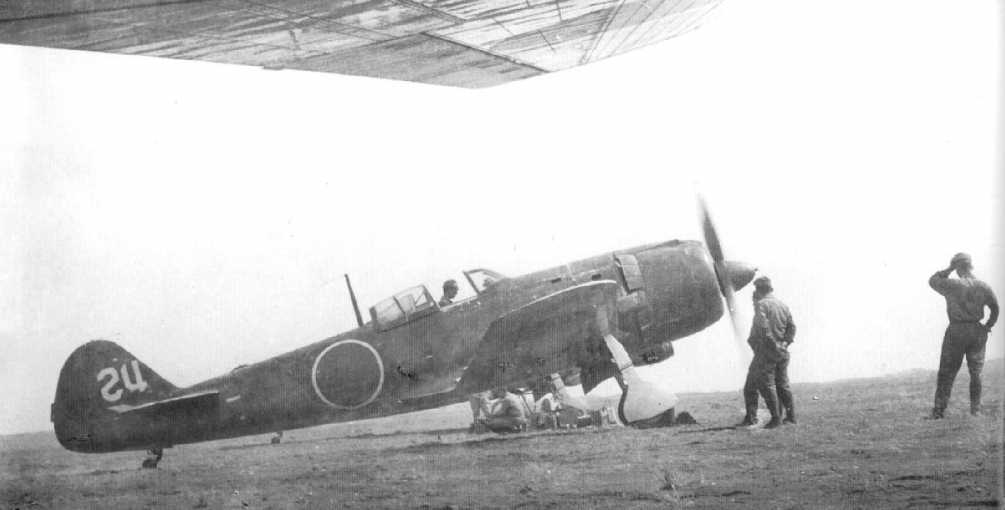
多摩陸軍飛行場（福生飛行場）にて陸軍航空審査部飛行実験部戦闘隊によりテスト中のキ84増加試作機（第124号機）

結局主翼面積は計画値の17.4 m2から最終的に21 m2となり、予定していた全備重量が実機の自重になってしまう程だったが、紆余曲折を経てようやくキ84の設計はまとまり、1943年（昭和18年）3月に試作1号機が完成、4月に初飛行した。陸軍側で初めてキ84を操縦した陸軍航空審査部飛行実験部戦闘隊（旧飛行実験部実験隊戦闘機班）キ84審査主任（テストパイロット）岩橋譲三少佐は、「これはいける」と笑いながら述べ、設計主務者小山以下の開発スタッフが感涙に咽んだエピソードがある。試験飛行は1〜3号機までは比較的順調に進み好成績を収めたが、量産型のハ45を搭載した4〜7号機ではエンジンとプロペラのトラブルに悩まされ、特にエンジンに関しては試験期間中最後まで解決しなかったと伝えられる。
問題を抱えながらも一刻も早い実用化と生産体制の整備を目的に、また審査部のテストパイロットである荒蒔義次少佐の進言もあり、増加試作機は10機以内という従来の方針を転換して審査と試作を併行して進めた結果、制式前に100機を超える大量の増加試作機が生産された。1944年（皇紀2604年）4月にキ84は四式戦闘機として制式採用され、順次、中島太田工場・宇都宮工場で量産が開始された。
中島では1942年からキ84より航続時間を延長し、大型排気タービンで高高度性能を向上させたキ87を開発していたが、トラブルの多発やキ84の開発を優先したことで計画は遅れ終戦に間に合わなかった。

### 愛称

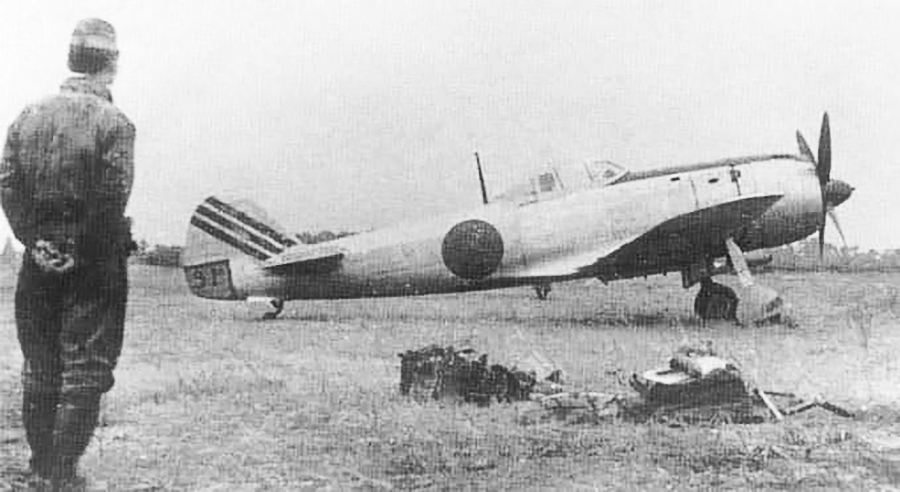
四式戦「疾風」初公開時の写真。73Fの部隊マークとして垂直尾翼に「赤色の3本ストライプ」、方向舵下端を「黄色の中隊色」で塗り分け、さらに機体番号（第491号機）下二桁の「91」を描いた飛行第73戦隊の四式戦一型甲（キ84-I甲）

1944年10月、四式戦は所沢陸軍飛行場において各報道関係者に初公開された。公開された機体は飛行第73戦隊に所属し、無塗装銀地に部隊マークや機体番号などを描いた実戦機であり、この際に写真撮影された機体（右掲画像）は最初期量産型である第491号機であった。
さらに愛称は「隼（一式戦）」、「鍾馗（二式戦）」、「屠龍（二式複戦）」、「飛燕（三式戦）」といった各新鋭戦闘機に次ぐものとして日本全国から募集された。中でも多くの票数を占めかつ陸軍省選定の結果「疾風」（はやて）の名が選ばれた。1945年（昭和20年）4月11日付の各新聞にて「殊勲を樹てている陸軍最新鋭戦闘機」「疾風のごとく敵に襲いかかるわが戦闘機の雄姿を讃ふにふさわしい名前」という賛辞が交えられつつ、実戦部隊所属機の写真付きで発表されている。
四式戦「疾風」は「帝国陸軍の新鋭戦闘機」として国民に知られた存在であり、一式戦「隼」の宣伝に代表される広報活動に対する陸軍の関心の高さも相まり、「疾風」もまた各メディアで登場することになる。例として、1945年7月1日公開の日本ニュース第254号では『陸の猛鷲「疾風」戦闘機隊 神州犯す醜翼に挑む我等が決戦機隊』と題し、軍歌『疾風戦闘隊の歌』をBGMに、機体番号を派手なフォントで大きく垂直尾翼に描いた明野教導飛行師団教導飛行隊所属の四式戦数十機の映像（地上駐機時や操縦席、4機編隊からなる小隊離陸や低空飛行シーン）が使用されている。なお、この日本ニュース第254号『征空部隊』号は海軍の雷電と前後でセットになっており、また大戦最末期の公開のため第二次世界大戦最後の日本ニュースとなっている。

### コードネーム
本機に付けられた連合軍のコードネーム「Frank（フランク）」の由来は、当時フィリピンで鹵獲した当機をテストしたアメリカ陸軍航空軍のチームの長、フランク・マッコイ大佐が、優れた性能を持つ敵機に自らの名を呈上したものだと伝えられる。
マッコイはコードネームを付与する部門の責任者でもあり、自分の名前を有力な戦闘機に付けたいと願い、一旦「三菱陸軍零式単座双発戦闘機（Mitsubishi Army Type 0 Single-seat Twin-engine Fighter.）」（架空の機体）に与えたが、のちにそれを取り上げて四式戦に割り当てた、ということになっている。「三菱陸軍零式単座双発戦闘機」には代わりに「Harry（ハリー）」という名が与えられたという。

## 技術的特徴

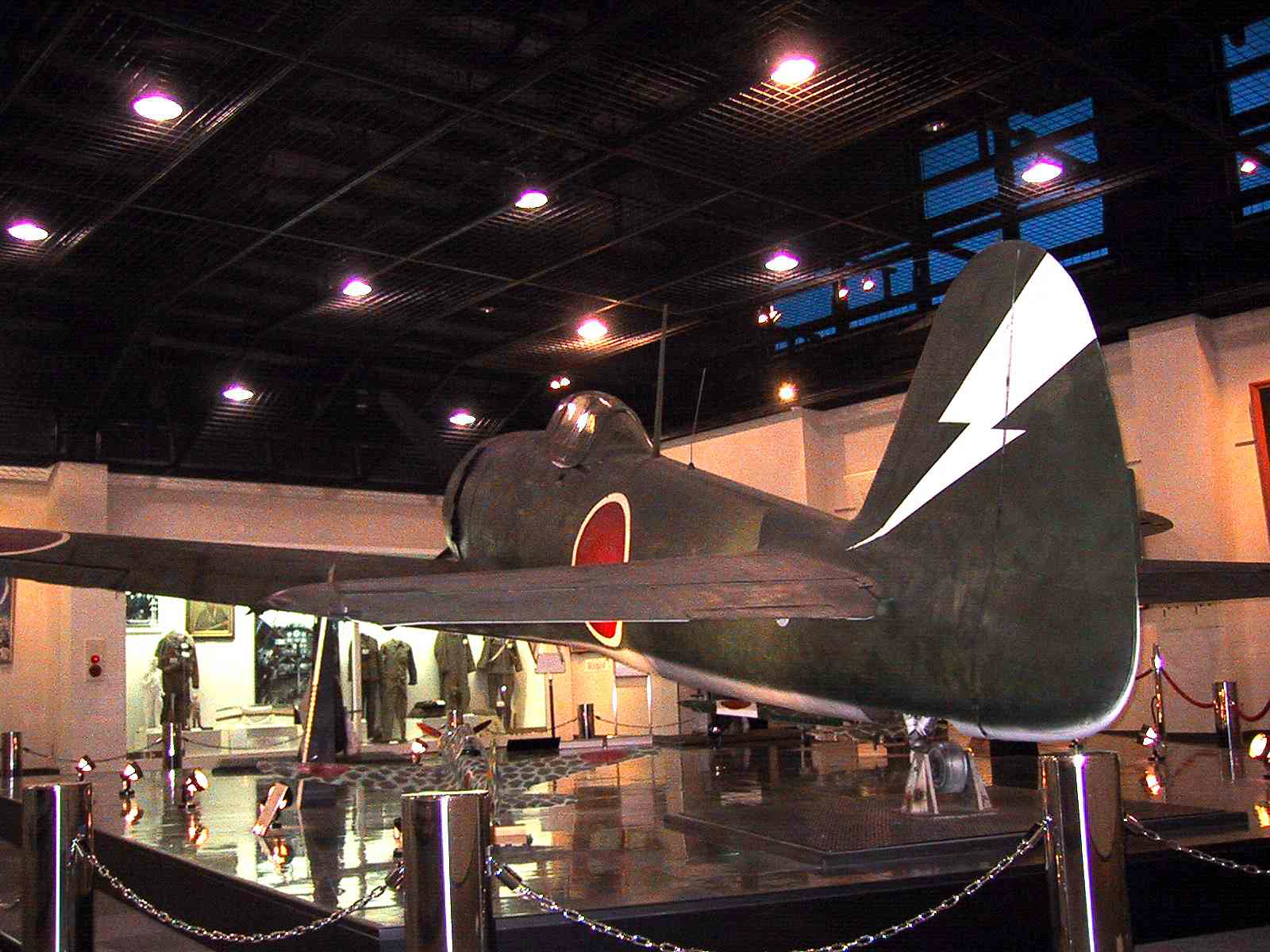
垂直尾翼に11Fの部隊マークである「稲妻（雷）」を「中隊色の白色」で描いた飛行第11戦隊の四式戦一型甲（キ84-I甲）

### 機体設計
四式戦は2,000馬力級戦闘機としては極めて小型、軽量に設計されている。基本的に一式戦・二式戦の延長線上にあり、機軸と前縁が直交し後縁が前進する主翼や、水平尾翼より後方にある垂直尾翼、蝶形フラップ、前後で分割する胴体など、中島製戦闘機の特徴を有している。ただし、一式戦・二式戦がエンジンの後方から急速に絞られた胴体を採用しているのに対し、四式戦ではここでの乱流発生を警戒して徐々に細く絞った胴体形状を採用しているのが特徴となる。生産性に配慮しているのも特徴で、一式戦・二式戦と比較して生産時間が2/3ほどに減少している。
生産性を除くと四式戦の機体設計は一式戦・二式戦とあまり変わり映えのしないものであったが、九七戦・一式戦では軽く設定されていた操縦系統が意図的に重く設定されている。従来の軽い操縦系統は急旋回を行えるためその際にかかる荷重に対応して機体強度を高くしなければならず、強度確保のために機体重量が増加し、結果として飛行性能が低下するという悪循環が起きていた。そこで、急旋回を難しくすることで機体強度を低く設定して機体の軽量化を図り、速度や上昇力の向上につなげるという意図の元に重い操縦系統が採用されている。これは陸軍（准尉）から中島のテストパイロットに転出した吉沢鶴寿の意見を取り入れたものと推測される。以下に機体設計時に吉沢が述べた意見である。
しかし日本軍のパイロットは鹵獲したソ連空軍のI-16やLaGG-3に対してもテスト時に操縦桿が重いという評価を下すなど、九七戦から続く軽い操縦桿を前提としていた。特にベテランからは「いざというときに敵弾を回避できない気がする」「座敷のような広い主翼のついた、押しても引いてもびくともしない戦闘機」「何をしてもできるが、何をしても大したことがない戦闘機」と不評を投じる向きもあった。このため四式戦では急旋回を多用する従来の格闘戦を行い難くなり、速度を活かした一撃離脱戦法を中心とした戦術を用いなければ本来の能力を活かせなくなった。
上記、昇降舵の重さについては設計主務者である小山悌、テストパイロットの吉沢鶴寿、計画課長の内藤文治は雑誌『航空情報』上の対談において戦後、以下のように述べている。
操縦者によっては旧式の一式戦や、末期に登場した五式戦闘機（キ100）を高く評価する事があるのは、エンジンの信頼性のほか旋回性能により自身の技量を発揮できる機体であったからとも言える。同様な指摘は高速な万能戦闘機を目指して軽戦と重戦の中間の戦闘機（中戦）とも呼ばれながら、米軍の新鋭機には速度で一式戦には運動性能で劣るうえ、液冷エンジンの不調にも悩まされた三式戦にもされている。しかし、飛行第22戦隊附脇森降一郎少尉の「操縦桿を力っぱい振れば格闘戦用の旋回能力もかなりある」といった感想や、実戦での模様から四式戦は「格闘戦も出来る重戦」、「軽戦（一式戦）と重戦（二式戦）の良いとこ取り」とも評価されており、機体特性に合わせた戦法に転換したパイロットからは好評であった。また、高高度での操縦性や速度、防御の点で劣る機体が多い日本軍機の中では比較的良好なため、高速化したアメリカ軍機との空戦で成果を上げた。また爆装が可能なため対地攻撃でも成果を上げている。
背の低い垂直尾翼は下膨れ型と言われ、プロペラ後流の悪影響を軽減する手法のひとつである。プロペラ後流は螺旋状に回転しており垂直尾翼を横から叩いて機首を偏向させるが、これは外周側ほど強力であり、垂直尾翼の面積重心をプロペラ軸に寄せる事でその影響を小さくできる。欧米の単発戦闘機の垂直尾翼は背が高いがプロペラ軸を数度下向きにして同様の効果を得ている。また、離陸滑走から浮揚への迎角変化の際、垂直尾翼へのペラ後流の当たり方が急変し、逆の当舵で修正が必要な瞬間があるが、操作が遅れると機首を急激に振られやすい。この現象はヒッカケラレと呼び、これの軽減にも上記対策が有効である。

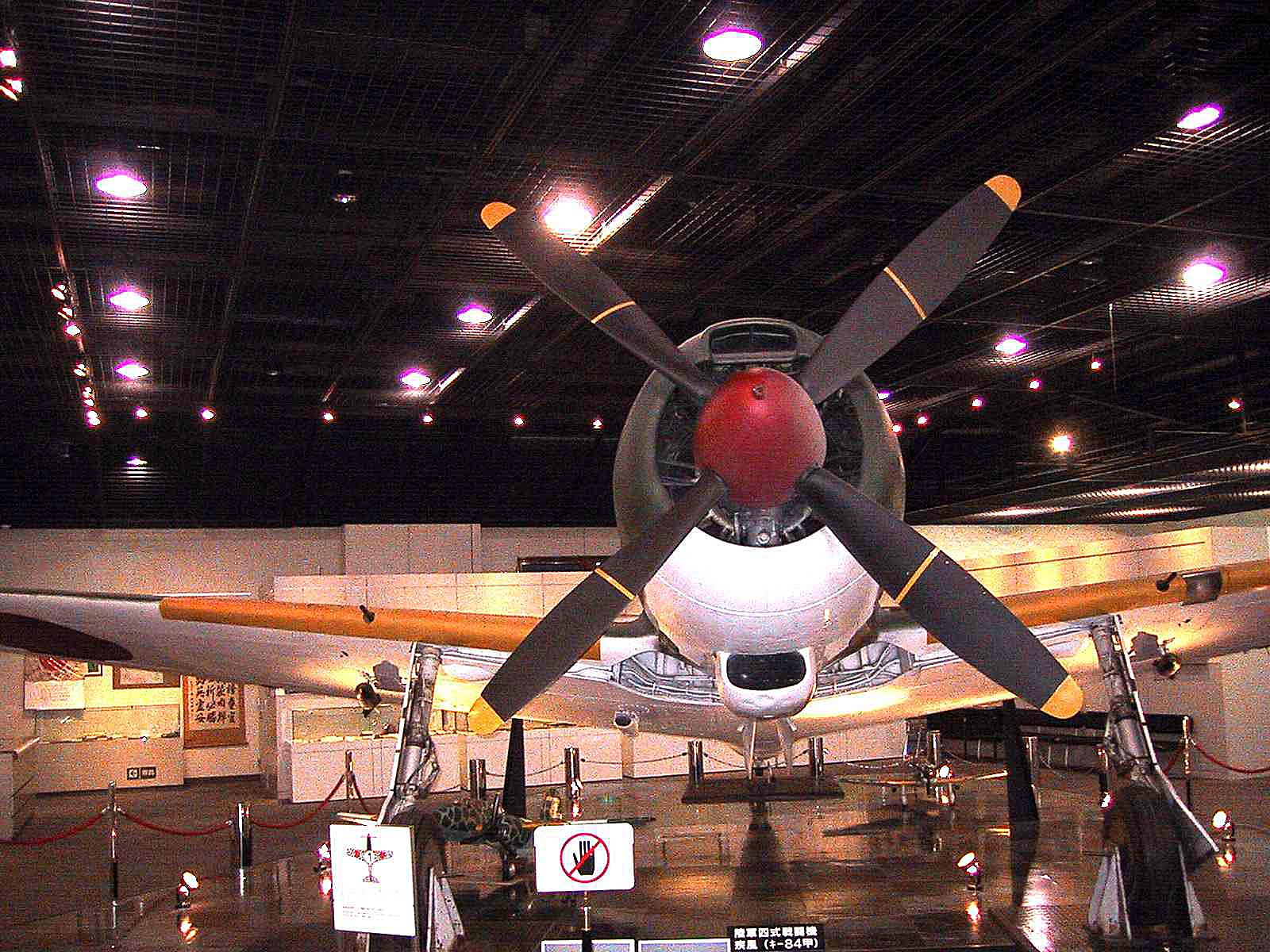
正面
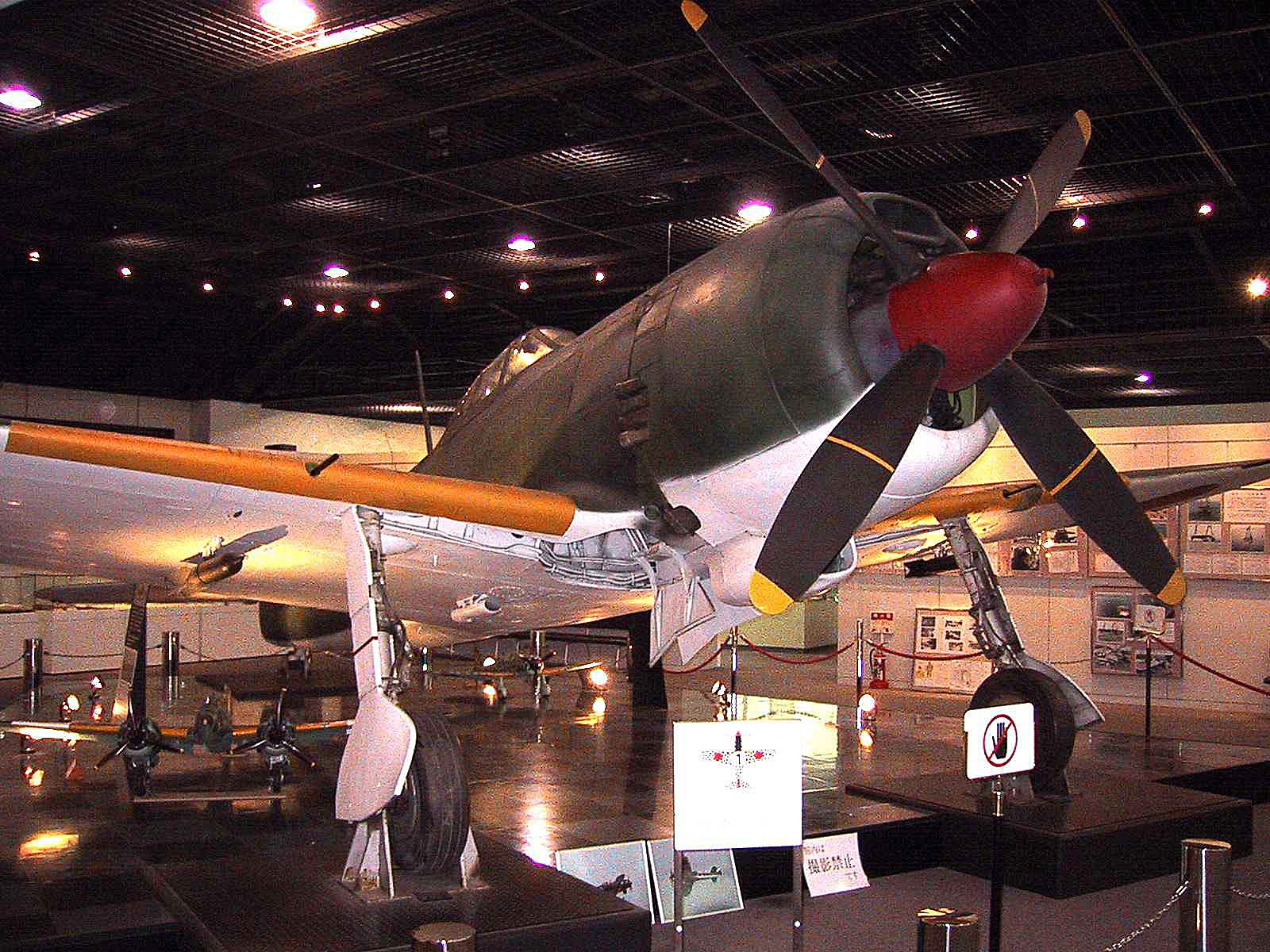
機首右側
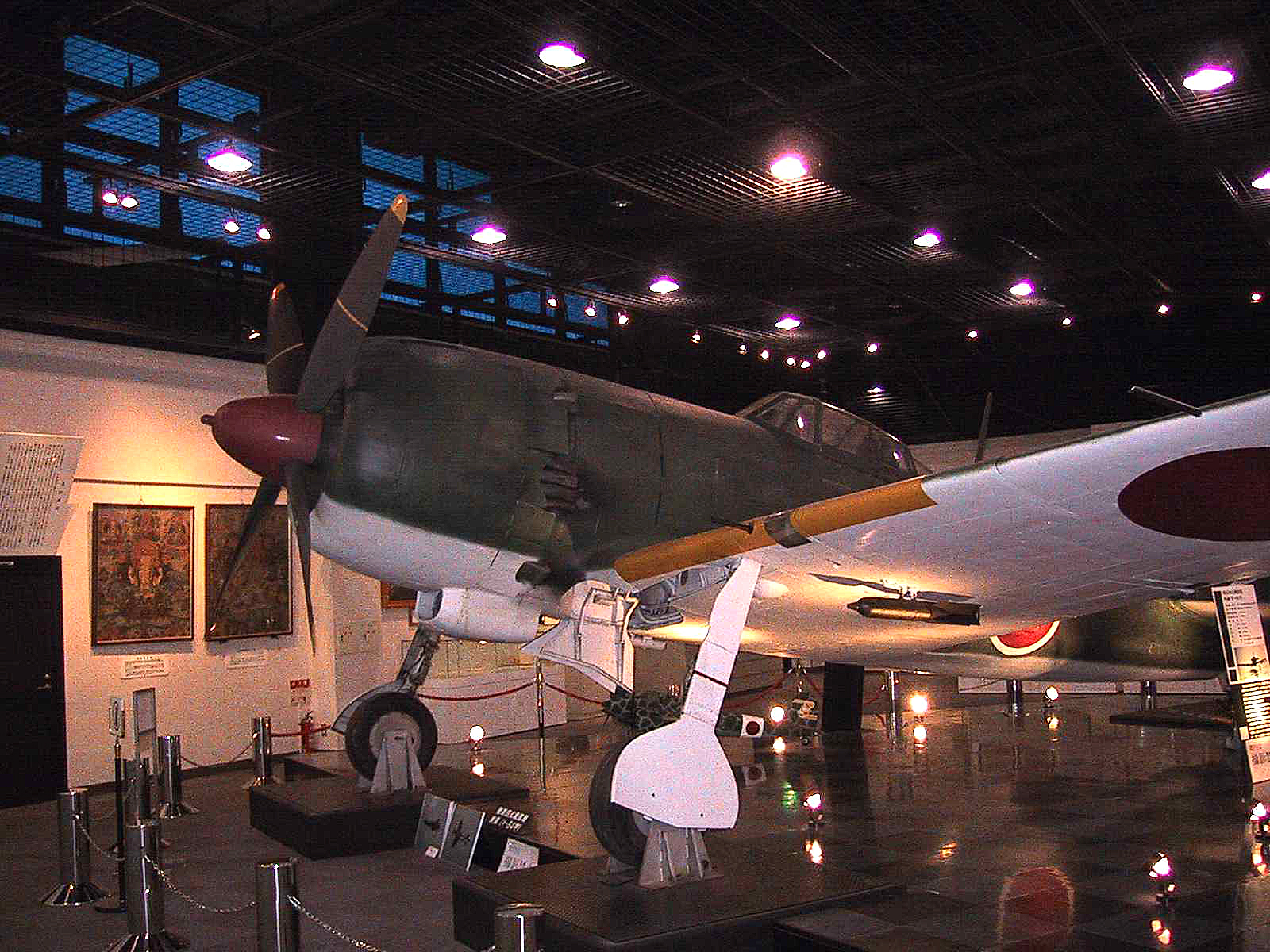
機首左側
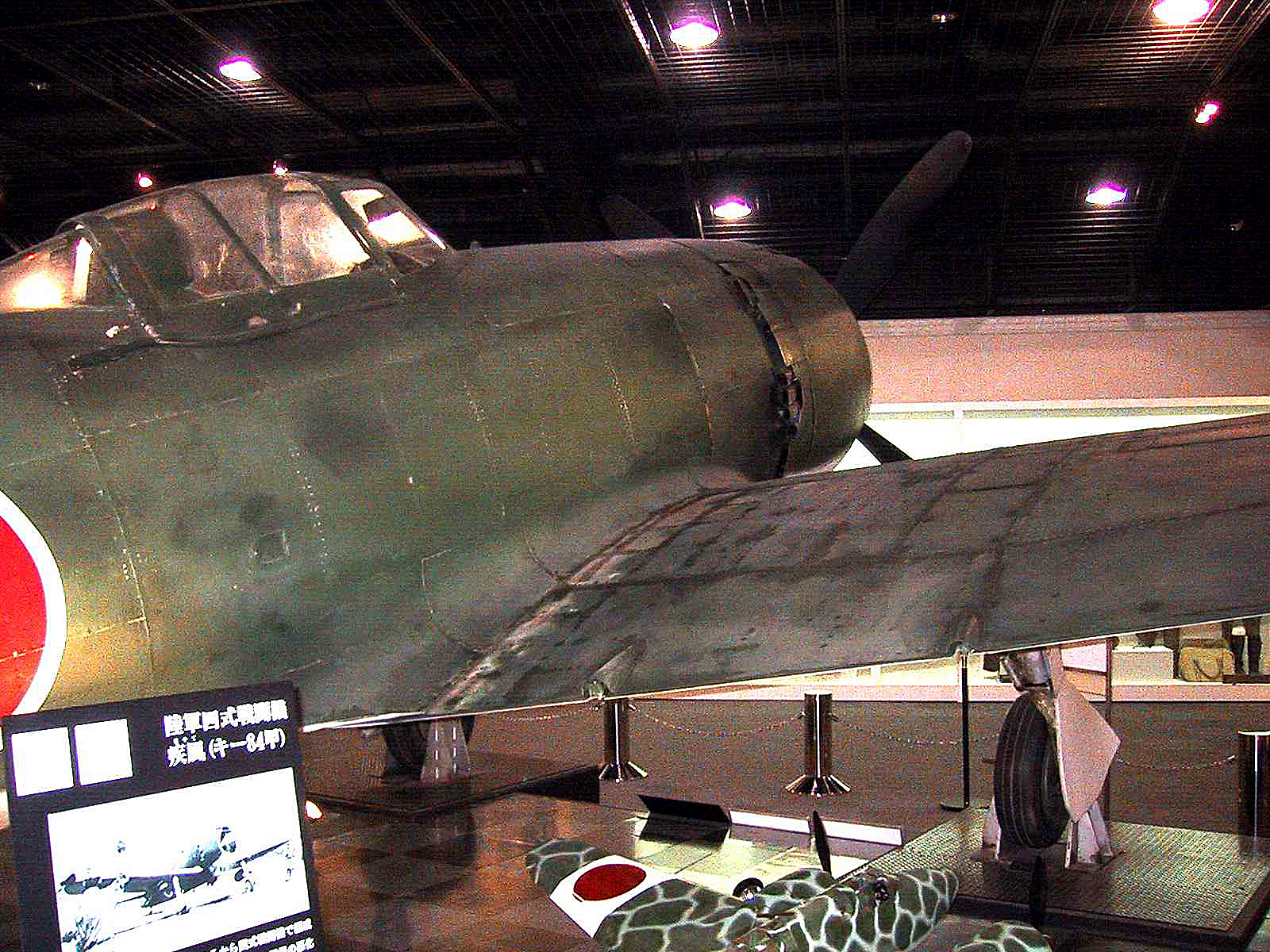
操縦席部分
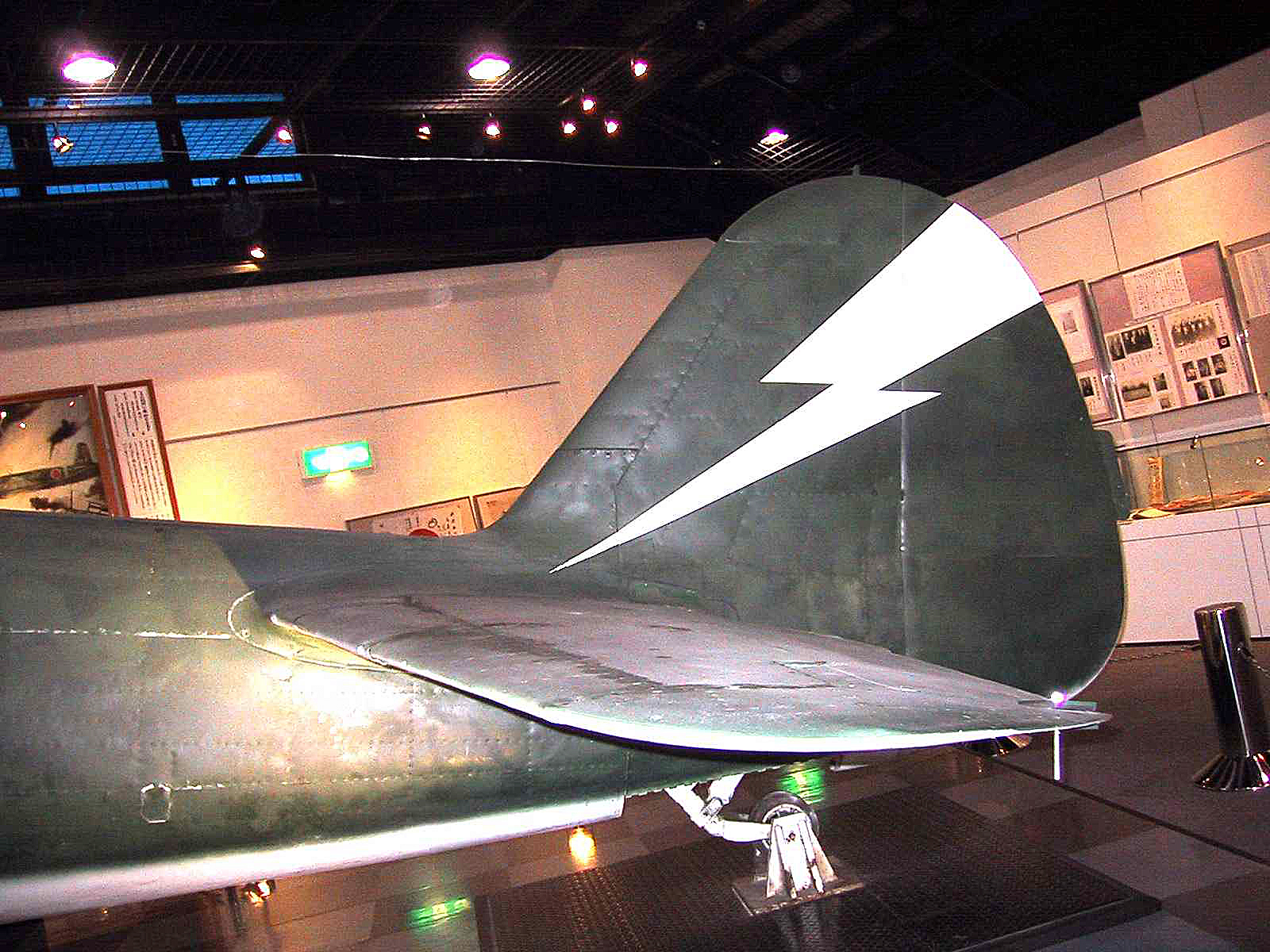
尾翼

### エンジン
搭載エンジンであるハ45はハ25/ハ115（海軍名「栄」）の18気筒版とでも言うべきものであり、当時、欧米に水をあけられていたエンジン技術の格差を埋めるべく、ハ25と殆ど同じ前面面積で約2倍の出力を目指した新世代エンジンであった。やや無理な小型化が行われたためエンジン各部の余裕が少なく、「芸術品」と評されるほど繊細な部分があったとされる。このため大戦末期の量産時には、初期故障の頻発の上に、1943年11月に合理的な兵器の大量生産を実現させる目的で設立された軍需省が、中島飛行機の多摩製作所と武蔵野製作所（前者は海軍用発動機、後者は陸軍用発動機をそれぞれ生産していた）を統合したが、既にこの2つの工場は陸海軍用に別個に生産を行う大工場として機能していた為に、この統合は生産管理能力の限界を超えてしまった。結果として完成品の検査体制が疎かになり、製造時の不具合も発見されないままに問題を抱えた発動機が陸海軍に領収されてゆく事態となり、額面通りの性能が発揮できないものが多発した。この事態に陸海軍や中島が手をこまねいていたわけではなく、可能な限りの対策が取られている。なお、1944年に海軍に納められた誉のベンチテストの結果が、カタログ値より数割低かったという証言があるが、その反面で同時期にフィリピンでアメリカ軍に鹵獲され、好評価を得た機体のハ45は完全な量産品であった。
ハ45は高品質の100オクタンガソリンの使用を前提に設計されたが、対外情勢の悪化に伴い入手が困難となったため、91オクタンガソリンに水メタノール噴射を行うことで100オクタンガソリンと同様の効果を得られる様に設計変更された。反面この水メタノール噴射の調整が難しく、ハ45の不調原因の一つとなっている（一式戦三型や雷電においても同様の不調が発生している）。因みに「陸軍は87オクタンガソリンが精々で実態はそれ以下」とする説もあるが、本土だけでなく南方に展開していた実戦部隊の記録には最低限の需要を満たす程度の91オクタンガソリンは安定的に供給されていたことが記されており、87オクタンガソリンで飛んだという証言も「後方で実用機を転用した練習機に使えるかどうか試してみた」や「実戦でも使えないか試験的に入れて飛行してみた」という記述がほとんどである。つまり、陸海軍を問わず、練習機を除く第一線の実用機には91オクタンガソリンが使用されていたことになる。しかし、飛行第47戦隊で整備隊長を務めていた刈谷正意大尉は自著で「これ（ガソリン）自身も果たして充分にその性能を発揮していたか疑わしい」と述べており、「燃料の性能が額面割れ」していた可能性も全く無いとは言えない。海軍の誉搭載機である銀河を運用した元攻撃第405飛行隊長の鈴木瞭五郎大尉も「当時のA91G（航空91揮発油）はA87G（航空87揮発油）程度、またA87GはA85G（航空85揮発油）程度の質に低下」と燃料についての実情を証言している。

#### 「ハ45（誉）」の運転制限
1943年7月1日と10日の2回、審査部のある多摩陸軍飛行場で行われた飛行実験機材によれば、「供試機体キ84第3号機」「発動機ハ45特」とある。中島の技術報告書によると、ハ45特は離昇2,000馬力のハ45（海軍名誉二一型）より先行して開発されていた離昇1,800馬力の誉一一型と同じになっている。つまり四式戦の初期試作機が搭載していたハ45特は誉一一型とほとんど同じものということである。なお、ハ45特と離昇出力2,000馬力のハ45の性能差は、不具合への対策による運転制限によるものである。この運転制限はキ84の操縦参考書にも「ハ45特と同等の水準に運転制限を行う」と明記されている。なお、1944年末になっても、ほぼ同一エンジンの紫電改の操縦参考書において「制限解除の見通しが立ちつつある」と述べられていることから、かなりの長期間運転制限が行われていたのは確かである。

### プロペラ
大出力のハ45に対応すべくプロペラも一式戦や零戦に使われていたハミルトン・スタンダード製の油圧式可変3翅（海軍向けは住友金属、陸軍向けは日本楽器製造が生産）から、よりピッチ変更角度が大きいフランスのラチェ社の電動可変4翅（日本国際航空工業がライセンス生産権を得ていた）の採用を検討したが、当初ピッチ変動速度が遅く戦闘機には不向きとされた。日本国際航空工業では変動速度を毎秒1.2度から13.2度とした改良型「ペ32」の開発に成功し、戦闘機へも搭載可能となった。しかし日本では電動可変機構の経験が少なく、変節速度が早過ぎてハンチングやエンジンの過回転といった問題が発生し、最終的には電動機の電力を半減して動作速度を落とす（毎秒13.2度から6.6度）ことで一応の解決を見たが、現場の整備員にも不慣れな者が多く不安定な部品精度と相まって故障が相次ぎ、エンジンと並んで四式戦が不調となる元凶となった。日本楽器製造では故障の原因となっていた電動部分を、自社がライセンスを生産権を得ていたユンカース社の油圧式可変プロペラの機構で置き換えた「ぺ・33」を試作し四式重爆撃機へ搭載する予定だったが終戦には間に合わなかった。
四式戦に採用されたプロペラブレードは直径3.05 mの4翅で、諸外国の2,000馬力クラスの戦闘機も3.6 - 4.0 mが中心であるなど比べると小さい。これが上昇力や最高速度の発揮を難しくしたと言われている。同時期に海軍の紫電/紫電改に採用されたドイツのVDM社製のプロペラが直径3.3 m、同じ中島製の彩雲が3.5 mを採用したことから、機体を小型にまとめようとするあまり、小径のプロペラを採用したことを悔やむ意見も後年多く出されている。そもそも中島では設計段階で「プロペラ効率76 %で、最高速度660 km/h」と試算し、実際それに近い速度性能を発揮しているが、6000ｍまでの上昇時間 6分10秒に対し彩雲が 6分20秒と、重い3座機にほぼ並ばれている。
同じペ32を採用した試作高高度防空戦闘機のキ94は、上昇力と高高度性能を重視し直径4 mのブレードを採用している。

### 最高速度

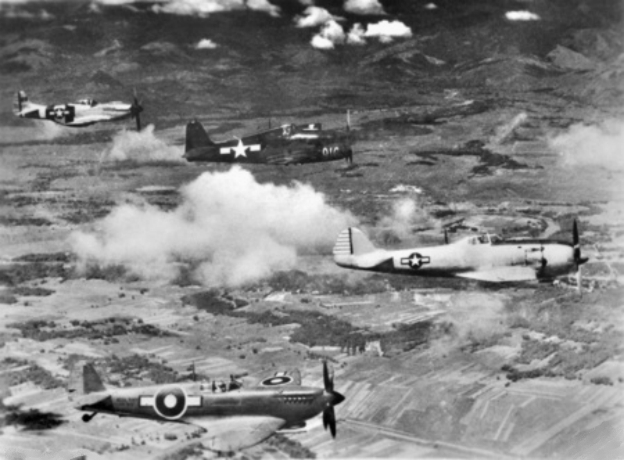
1945年、アメリカ軍によって鹵獲された四式戦と連合軍戦闘機との編隊飛行。手前よりシーファイア（スピットファイア）、四式戦「疾風」、F6F-5 ヘルキャット、P-51D「マスタング」。

四式戦の最高速度は、審査部の岩橋少佐が高度5,000 mで記録した624 km/hが広く知られている。同じ試作機の別の記録では、高度6,000 mにて640 km/hというのもある。また、船橋中尉が試作4号機により、高度6,120 mにて631 km/hを記録している。
しかしこれらの記録は、いずれも推力式集合排気管を装備した初期試作機のもので、量産型と同じ推力式単排気管に改造した機体では、キ84-I乙試作機が審査部において高度6,000において660 km/hを記録した。実戦においてはエンジンの調子が良い時ならば、一型甲量産機が650 - 655 km/h以上出たという証言がある。
アメリカ軍はフィリピンの戦いで鹵獲した飛行第11戦隊所属であった第1446号機（1944年12月に製造された量産機）を使い、戦後の1946年（昭和21年）4月2日から5月10日にかけて、ペンシルベニア州のミドルタウン航空兵站部(Middletown Air Depot)で性能テストを行った。
100オクタン/140グレードのガソリンとアメリカ製点火プラグを使用した四式戦は、武装を取り除いた重量7,490 lb (3,397 kg)の状態で（四式戦の正規全備重量は3,890 kg）、高度20,000 ft (6,096 m)において427 mph (687 km/h)を記録した。これは同高度におけるP-51D-25-NA マスタングおよびP-47D-35-RA サンダーボルトの最高速度よりも、それぞれ3 mph（5 km/h）および22 mph（35 km/h）優速であった。しかし、この高度6,096 mでの最高速度が全高度における四式戦の最高速度であり、それ以上の高度では速度が落ちてしまうので、高度7,600 mで最高速度703 km/hを出せるP-51Dや、9,145 mで最高速度697 km/hを記録するP-47Dに対して必ずしも優位に立つものではない。
1945年3月作成のアメリカ軍資料 "Manual on Japanese aircraft, TAIC No. 1" によると、高度20,000 ftで約425 mph (684 km/h)、高度30,000 ftで約392 mph (631 km/h)、試験条件は重量7,940 lb (3,602 kg)、緊急戦闘出力運転となっている。ただし、この資料の冒頭には "Except where otherwise stated, performance figures represent estimates of the Technical Air Intelligence Center and have been calculated after a careful analysis of information derived from intelligence, captured equipment, drawings, and photographs, using power ratings derived from the same sources."（特に明記されていない限り、性能の数値は技術航空情報センターの推定値であり、情報、捕獲した装備、図面、写真から得た情報を慎重に分析した後、同じ情報源から得た出力定格を用いて算出したものである。）とあり、四式戦闘機の場合も実際に飛行させて計測された最大速度ではない。

### 武装
陸軍単発単座戦闘機としては初めて計画段階から20mm機関砲（ホ5 二式二十粍固定機関砲）の装備が要求された機体で、当時の陸軍単発単座戦闘機の中ではホ301装備の二式戦二型乙（キ44-II乙）を除き、三式戦一型丙/丁（キ61-I丙/丁）・二型（キ61-II改）と並んで最も火力が大きかった。かつ、一型甲（キ84-I甲）のホ103 一式十二・七粍機関砲は携行弾数各350発と、同じく機首砲としてホ103を装備する一式戦二型/三型（キ43-II/III）・二式戦二型丙（キ44-II丙）・三式戦一型乙（キ61-I乙）の250〜270発より約100発増量されている。しかし世界的な趨勢からみるとやや軽武装であるのは否めず、開発の比較的初期段階から武装強化型の乙型や丙型の開発が始まっている。照準器は一式戦二型（キ43-II）などが装備していた従来の一〇〇式射撃照準器（光像式）に代わり、量産機では新開発の三式射撃照準器（光像式）を装備している。

### 防弾装備
防弾・防火装備については従来の陸軍戦闘機と同じく当初から装備されている。
全ての燃料タンクは積層ゴムで包まれたセルフシーリング式の防火タンク（防漏タンク・防弾タンク、12.7mm弾対応）、操縦者の頭部と上半身を保護するため操縦席背面に12.4 mm厚重量29.5kg表面硬度828HVの防弾鋼板（浸炭処理済SNCM材、12.7mm弾対応）を備え、さらに風防前面は70 mm厚の防弾ガラスとなっている。また、被弾墜落時に操縦者の脱出を手助けするため天蓋には飛散装置が設定されており、操縦席上部の槓杵を引くと風圧で天蓋自体が容易に外れ飛び、操縦者は迅速に機外脱出・落下傘降下が可能となっている。

## 実戦

### 中国大陸戦線

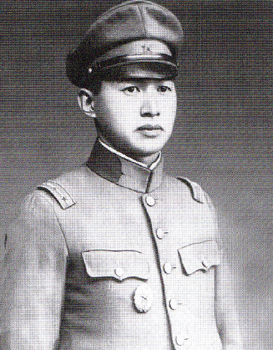
岩橋譲三中佐（陸軍航空兵大尉時代）

四式戦を本格的に装備する実戦部隊は1944年3月1日付編成の飛行第22戦隊で、垂直尾翼に描く部隊マークを菊水紋とした同戦隊は四式戦の実戦テストも兼ねたものであり、使用機体はキ84増加試作機を、幹部空中勤務者・地上勤務者は主に審査部から精鋭を抽出となり戦隊長は当機を熟知していた審査主任であり、ノモンハン事件からのエース・パイロットでもあった岩橋譲三少佐、整備隊長は同じくキ84班整備班長として長く携わっていた中村考大尉の両名が任命された。第22戦隊は太平洋戦争の「天王山」と称されるフィリピンの戦いに投入予定であった。
一方で5月末、一号作戦（大陸打通作戦）を控えた支那派遣軍の第5航空軍は、参謀長橋本秀信少将が参謀本部第一次長後宮淳大将に対し新鋭機四式戦・四式重爆、電波警戒機などの補充を求めた。当時の中国方面航空兵力の差は1対3と推定され、この劣勢を新鋭機投入で解決しようとしたものであり、結果、四式重爆の派遣は見送られたが四式戦派遣の要望は早々に叶えられたとされる。当時の中国戦線（中国航空戦）には一式戦と二式戦が投入されており、帝国陸軍航空部隊は1943年8月21日から1944年5月6日の期間中、空戦損害僅か10機喪失（一式戦8機・二式戦2機）に対し最低でも連合軍機44機を確実撃墜（戦闘機33機・爆撃機11機）、大戦中後期においてもビルマ航空戦と並び、連合軍空軍に対して互角以上の勝負を行い度重なる勝利を収めていた（一式戦闘機#中国航空戦）。しかし、1944年半ば当時は上述の兵力差の拡大に加えて、連合軍は従来機の性能を向上させた発展型であるP-40NおよびP-38Jや、高性能新鋭機であるP-51B/C、P-47といった戦闘機を投入するようになり、苦戦を強いられるようになっていた。また零戦や一式戦と互角に格闘戦ができるF6Fに対しては、運動性能が劣り歯が立たなかった。
7月上旬、中国航空戦を二式戦で戦っている飛行第85戦隊が四式戦への機種改変に着手。まず派遣された4名の操縦者が漢口で伝習教育を受け、4機を広東の第85戦隊へ持ち帰り改変を進め、8月1日時点での戦隊保有稼動機は二式戦22機に対し四式戦3機。さらに第85戦隊は9月に漢口で四式戦9機を受領した。第22戦隊は1ヶ月限定で中国航空戦に派遣されることになり、8月25日に南京に到着、漢口を根拠地飛行場に白螺磯を前進飛行場として作戦を開始（9月1日保有機四式戦28機）。8月28日には飛行第25戦隊・飛行第48戦隊（ともに一式戦装備）とともに、来襲したアメリカ陸軍航空軍第14空軍および中米混成航空団（CACW、中美混合空軍団・米支混成空軍）のP-40と交戦、空戦で日本軍側は四式戦1機と一式戦2機を喪失、連合軍側はP-40 1機（ないし4機）を喪失している。翌29日には第22戦隊四式戦13機と第25戦隊一式戦16機がB-24爆撃機およびP-40、P-51と交戦、日本軍側は一式戦1機と四式戦1機を喪失、連合軍側はP-40 2機さらに同日夕方にはP-40 1機を喪失。30日、第22戦隊四式戦10機は帰義でP-51 6機と交戦、第22戦隊機に喪失無く第76戦闘飛行隊のP-51Bウィリアム・D・マクレノン中尉機（戦死）を撃墜。これはノモンハン以来の古参操縦者である古郡吾郎准尉の戦果であり、同時に四式戦による初めての明確な勝利であった。
9月9日、第22戦隊四式戦3機が老河口飛行場に不時着していた第58爆撃航空団のB-29を対地攻撃により撃破炎上。しかし21日の西安飛行場襲撃時、第22戦隊長岩橋少佐機は離陸中のP-51ウィリアム・E・ホール曹長機（戦死）を対地攻撃で撃破炎上させるも被弾、自爆した（死後陸軍中佐特進）。この1ヶ月の期間中、第22戦隊は四式戦6機を喪失（戦死6名）、対して四式戦によるほぼ明確な戦果はP-51 2機撃墜（内1機離陸途中）、P-40 2機撃墜、B-25爆撃機 1機撃墜のほかB-29 1機を地上炎上させた。全てが四式戦の戦果ではない他戦隊との協同戦によるものでP-40 7機撃墜となる（各戦果は戦史家梅本弘が連合軍の損害記録等一次史料を用い照会した数値）。
第22戦隊は状態「甲」の四式戦9機のうち6機を第85戦隊に引渡し、フィリピン航空戦に備えるため9月26日に内地へ帰還。第85戦隊はP-51B/Cを相手に善戦し、「赤鼻のエース」として敵味方双方で知られていた若松幸禧少佐の活躍など、10月には中国上空の制空権を回復する活躍をしている。10月4日に第85戦隊第2中隊長若松大尉は四式戦4機・二式戦4機を率い梧州付近で友軍船団の上空哨戒中、来襲した第76戦闘飛行隊のP-51B/Cを奇襲攻撃し4機を確実撃墜（シャル中尉機・リーゼズ中尉機・オデル中尉機、ほかもう1機喪失）、日本軍機には1発の被弾もなく損害は皆無であった（四式戦若松大尉機2機撃墜報告、四式戦大久保軍曹機2機撃墜報告、二式戦石川軍曹機1機撃墜報告）。四式戦若松大尉機は最初に発見した1機を一撃で発火させ撃墜、続いて攻撃した左の1機もまた発火・冷却水噴出させ撃墜、僚機四式戦大久保軍曹機は1機を追撃しつつ撃墜、二式戦石川軍曹機もまた1機を追尾撃墜している。若松大尉は当日の日記に「我が方被弾機一機もなく、赤子の手をねじるがごとし」と記している。ほか、特徴的なエピソードとして若松少佐は地上勤務者の士気を鼓舞するために、搭乗機の無線電話の送信スイッチをオンにした状態で「空戦の実況」を行っていた。
中国航空戦末期の12月18日、漢口をB-29を含む戦爆連合大編隊が波状攻撃し、漢口市街と飛行場在地機は爆撃で大きな被害を出した（漢口大空襲）。邀撃には第85戦隊の四式戦12機と第25戦隊の一式戦13機が出撃し、同日午後の空戦では「赤鼻のエース」若松少佐機を含む四式戦3機・一式戦2機を喪失するも戦果は対空砲火と合わせP-51 4機、P-40 1機、B-29 1機を確実撃墜（空対空の戦果はこのうち3機とされる）。1945年1月3日と5日、6日そして14日にも漢口は連続空襲を受け同じく第85戦隊・第25戦隊がこれを邀撃。両戦隊計6名の戦死操縦者を出すも戦果は対空砲火と合わせP-51 8機・P-47 4機を確実撃墜（P-47は中国ではこれが初陣である）。17日、来襲したP-47との空戦で第85戦隊・第25戦隊は両戦隊各1名が戦死するも、P-47 2機を確実撃墜している。

### フィリピン戦線
このように四式戦は中国戦線において実戦部隊の操縦者からも高い評価を受けた。一方で、台湾沖航空戦においてほぼ奇襲された状況、しかも圧倒的な数的劣勢下でアメリカ海軍のF6Fに立ち向かい、戦隊長や中隊長ら幹部が戦死する被害を被った第11戦隊の四式戦に対する評価は芳しくないものであった。
その後のフィリピンの戦いにおいては、捷一号作戦準備のため第4航空軍司令官の富永恭次中将が政治力を駆使して、日本本土、九州、台湾、中国などから精鋭航空部隊315機を増援としてかき集めたが、その中には多数の四式戦が含まれていた。陸海軍併せると合計1,000機以上の精鋭航空部隊がフィリピンに集結することとなって、久しぶりに空中で仇がとれると全軍の士気は大いに高まった。
やがて、連合軍がレイテ島に上陸しレイテ島の戦いが始まると、連合軍の極東空軍(Far East Air Force, FEAF)司令官ジョージ・ケニー少将がレイテ島で確保したばかりのタクロバン飛行場の整備を急がせて、第5空軍の戦闘機を進出させ、強力な航空支援体制を確立しようとしていた。富永は、連合軍が強力な航空支援体制を構築する前に、飛行場を叩くべく、タクロバン飛行場攻撃を命じた。飛行場攻撃を命じられた第16飛行団がタクロバン飛行場を偵察すると、昨日まではなかったアメリカ軍戦闘機がずらっと並んでいるのを発見した。攻撃の好機と考えた第16飛行団長新藤常右衛門中佐は、四式戦11機にタ弾を搭載させて出撃を命じた。やがて出撃した｢疾風｣が帰ってきて、操縦士の池田中尉が指揮所で戦況を見守っていた富永と新藤に駆け寄ると「激しい対空砲火で被弾した僚機が敵飛行機群に突っ込んで自爆した」「他の機は高度100ｍから200ｍでタ弾を投下して敵に大損害を与えた」と戦果報告をし、富永と新藤は笑顔で労を労った。最後に帰還したのは少年飛行兵の最年少者池田伍長であったが、池田が無邪気に「焼けたり、ひっくり返ったり、敵の飛行場は惨憺たるものです」と報告すると、富永はわざわざ池田に歩み寄って「うん御苦労、御苦労」と嬉しそうに肩を叩いている。この攻撃は成功して第16飛行団は隊長の山崎機以下の4機｢疾風｣を失ったが、偵察機の報告によって地上のアメリカ軍機約100機を撃破したことが判明し、司令部に帰った富永は新藤に｢よくやった。偵察機が撮ってきた戦果の写真はいずれそちらに送る｣と称賛の電話をかけている。しかし、新藤の夜間出撃の申し出に対しては「昼間攻撃に引き続き夜間攻撃を行わんとする貴官の決心は壮とするも、貴隊に残された以後の任務はなお高い。敵飛行場の夜間攻撃は、爆撃隊に実施せしむ」とし「あすは、一日中、操縦士をゆっくり昼寝させてくれ」と休養を取るように命じている。新藤は富永が第16飛行団の戦力を温存したいという好意を感じて、その配慮に感謝している。

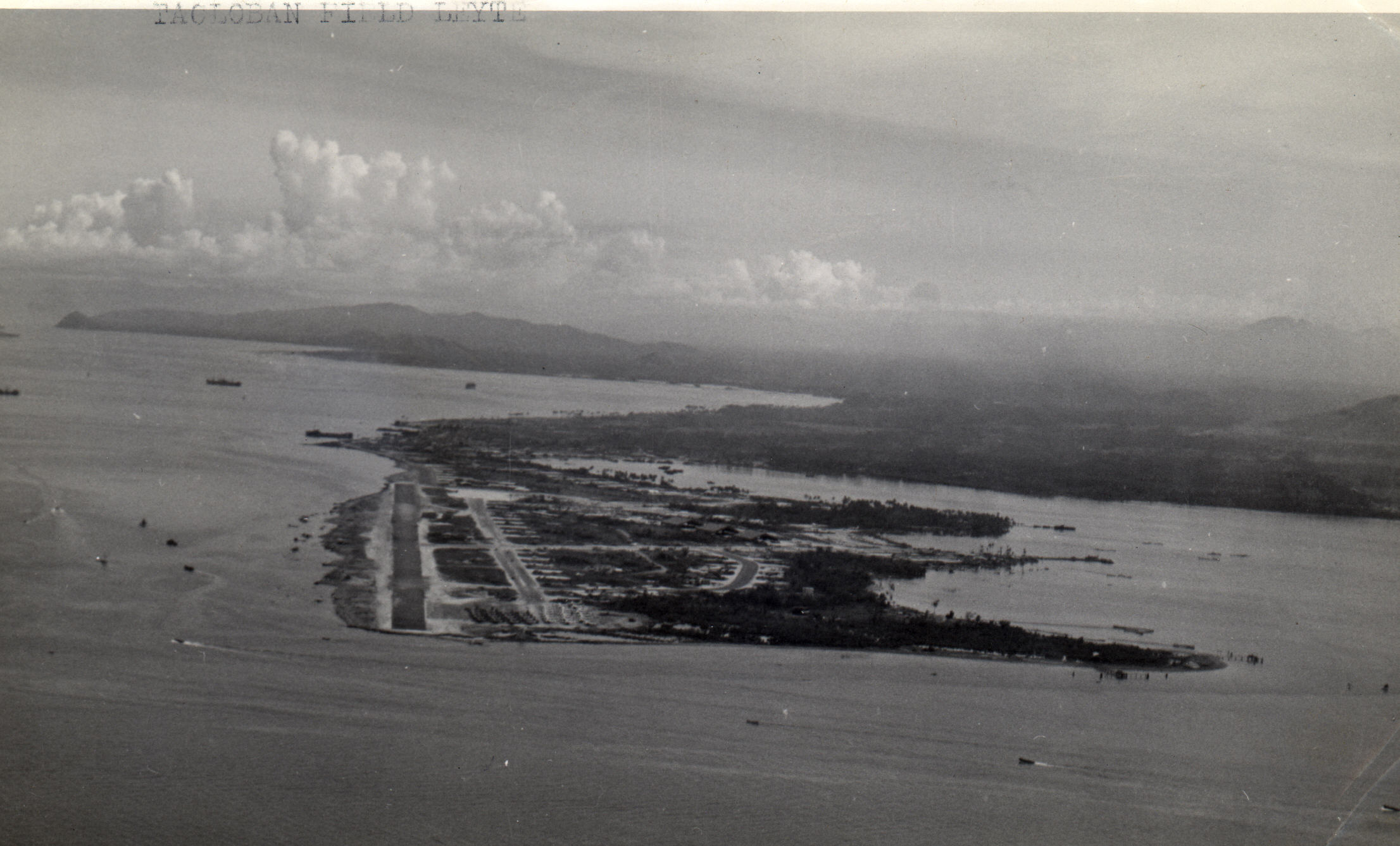
第16飛行団の四式戦が攻撃したレイテ島タクロバン飛行場

第16飛行団の攻撃で大損害を被った極東空軍司令官のケニーは、これまでに確保した飛行場にレーダーを設置して、日本軍の空襲を警戒していたが、この後も、富永は積極的な航空作戦を展開し、第4航空軍の攻撃機は警戒するアメリカ軍を嘲笑うかのように、山稜ごしに熟練した操縦技術で低空で侵入し連合軍のレーダーを妨害して空襲を繰り返した。ケニーはタグロバンにリチャード・ボング少佐や、トーマス・マクガイア少佐など34名のエースパイロットを呼び寄せたが、わずか24時間の間にその半数が日本軍機に撃墜されて戦死している。ケニーが陣頭指揮にあたっても、飛行場整備に手間取っており、雨が降ると、アメリカ軍が確保していたタクロバンやドラッグ飛行場は滑走路がぬかるんで、満足な出撃ができず、天気が回復しても優勢な第4航空軍の戦闘機隊と互角に渡り合うのがやっとであり、レイテ島に上陸したウォルター・クルーガー中将率いる第6軍に十分な航空支援ができず、進軍速度は計画を大きく下回ることとなって司令官のダグラス・マッカーサー元帥を苛立たせた。
マッカーサーは第4航空軍の猛攻に曝されて一息つく間もなかった。第4航空軍の攻撃機は昼夜間断なく来襲し、飛行場にびっしりと並べられた連合軍航空機を大量に撃破し、弾薬集積所と燃料タンクを毎晩のように爆砕した。その様子を見ていたマッカーサーは「連合軍の拠点がこれほど激しく、継続的に、効果的な日本軍の空襲にさらされたことはかつてなかった」と富永の作戦を評価し、マッカーサーの副官の1人であるチャールズ・ウィロビー准将も、タクロバン飛行場に日本軍機の執拗な攻撃が続き、1度の攻撃で｢P-38｣が27機も地上で撃破され、飛行場以外でもマッカーサーの司令部兼居宅やクルーガーの司令部も爆撃されたと著書に記述しており、第4航空軍による航空攻撃と、連合艦隊によるレイテ湾突入作戦は、構想において素晴らしく、規模において雄大なものであったと評し、マッカーサーの軍が最大の危機に瀕したと回想している。アメリカ陸軍の公刊戦史においても、10月27日の夕刻から払暁までの間に11回も日本軍機による攻撃があって、タクロバンは撃破されて炎上するアメリカ軍機によって赤々と輝いていたと記述され、第4航空軍の航空作戦を、太平洋における連合軍の反攻開始以来、こんなに多く、しかも長期間に渡り、夜間攻撃ばかりでなく昼間空襲にアメリカ軍がさらされたのはこの時が初めてであった。と総括している。10月27日、レイテ島の戦況とこれまでの第4航空軍の戦いぶりに対して昭和天皇から「第4航空軍がよく奮闘しているが、レイテ島の地上の敵を撃滅しなければ勝ったとはいえない。今一息だから十分第一線を激励せよ」とお褒めのことばがあっている。
このように、第4航空軍は執拗な飛行場攻撃や四式戦の活躍もあって、少なくとも11月上旬まではレイテ島上の制空権を確保していた。当時、第4航空軍を取材していた報道班員の読売新聞記者辻本芳雄によれば、レイテの戦い当初の第4航空軍の航空作戦は、レイテと陸軍航空要塞ネグロス島の間に日の丸を掲げた日本軍機でもってベルトをかけて、それを昼夜別なく回転するように、タクロバン飛行場やレイテ湾の連合軍艦船に猛攻をかけるといったような、激しくも優勢なものであったという。この代償として四式戦部隊を含む多くの飛行部隊が壊滅したとは言え、ようやく四式戦の存在に気が付いたアメリカ軍も「速度と上昇力に優れ、運動性も高く、被弾にも強い」と評価している。
一方で、実際に四式戦を運用していた第2飛行師団長は1944年10月28日、「四式戦に大いなる信頼を置き居たるに困った事なり」と記しているなど高い評価はしていなかった。しかし、司令官の富永は四式戦に期待をかけており、四式戦で活躍している第16飛行団のいるサラビヤ飛行場に、毎日清酒や煙草を手土産にして激励に訪れた。アメリカ軍の爆撃の最中にも構わず来たので、富永の身を案じた新藤が、帯同してきた松前未曾雄高級参謀に「閣下にお怪我があってはと、みんなが心配していますから、なるべく（敵機の空襲がない）10時前にしてくれないか」と持ち掛けたほどであった。富永はその後も空襲にも構わず激励に訪れて、搭乗員たちと一緒に麦飯に現地で採れた不味い川魚の焼き物といった不味い昼食を食べながら、「なにか要求があったら、私に言え、できるだけのことはしてやるぞ」などと談笑している。
その後、レイテ島での決戦を画策した大本営は、レイテ島に海路で増援部隊や戦略物資を送り込むこととし、南方軍は第14方面軍司令官の山下奉文大将に「第十四方面軍ハ海空軍ト協力シ成ルヘク多クノ兵力ヲ以テ『レイテ』島ニ来攻セル敵ヲ撃滅スヘシ」と命令した。この前代未聞の大規模な逆上陸作戦には海軍も全面的に協力することとなり、海軍艦艇が護衛する第3船舶輸送司令官稲田正純中将率いる輸送艦隊が、ルソン島などから、第26師団や第1師団などをレイテ島に送り込むこととなったが、この一連の海上輸送作戦を海軍は多号作戦と呼称している。10月27日、多号作戦が正式に開始、富永は、第4航空軍司令拝命時に陸軍中央から期待されていたとおり、地上軍との連携を重視しており、輸送船団の護衛任務にできうる限りの戦闘機を投入することとした。第1師団（通称号「玉」）は輸送船4隻（能登丸・香椎丸・金華丸・高津丸）に分乗し、10月31日にレイテ島に向けて出港した。第4航空軍は船団護衛と同時に、アメリカ軍機による空襲をけん制するため、一式戦と九九式双発軽爆撃機に「タ弾」を装備させて、タクロバン、ドラッグ、サンパブロ飛行場を爆撃させ、地上で相当数の航空機を撃破した。船団護衛は一式戦・三式戦・四式戦が交代しつつ、常に十数機が船団上空に張り付いているといった手厚いもので、途中の空襲を護衛機が撃退しながら、翌11月1日、船団は無事にレイテ島のオルモック湾に到着し、合計で11,000名の兵員と大量の軍事物資の揚陸に成功した（多号作戦#第2次輸送部隊）。
この空戦において船団直掩の飛行第52戦隊・飛行第200戦隊の四式戦および飛行第33戦隊・飛行第26戦隊・飛行第20戦隊の一式戦は、来襲したアメリカ陸軍第49戦闘航空群のP-38と交戦、断続的に続いた戦闘で日本軍は6機（四式戦2機と一式戦4機）を喪失するも5機（第8戦闘飛行隊・第9戦闘飛行隊所属）を確実撃墜した。この日の空戦では、飛行第200戦隊（通称｢皇戦隊」）の四式戦8機が出撃したが、途中からは、僚機の7機とはぐれてしまった吉良勝秋曹長（かつて飛行第24戦隊で九七戦と一式戦をもって活躍したエース）機1機となってしまった。吉良機は途中で酸素ボンベが破裂してしまったため高度を下げるため降下していると、そこで船団を攻撃に来たP-38　10数機と鉢合わせになり、吉良機は単機で10数機のP-38から船団を護ることとなった。しかし、経験豊富な吉良は、P-38が高空では優速で手強いが、低空では旋回性能が劣るために戦いやすいことを熟知しており、低空の空戦に持ち込んでエリオット・デント大尉機を含む2機を返り討ちにして、見事に船団を護りきり、第26師団の兵員は無事にレイテ島に上陸できた。司令官の富永は輸送船団に乗船していた部隊からこの報告を聞くと、とても喜んで、すぐに吉良を司令部に呼んで自ら面談し｢船団前で、敵10数機と単機よく戦い、2機を撃墜、友軍の士気を高めること大であった。吉良、よくやった。只今より准尉に進級させる｣と熱く語りかけ、すぐさま青鉛筆で｢赫々たる武勲を賞し、特に准尉に進級せしむ｣という階級の特進状を書いて吉良を感激させている。
なお、当時フィリピン方面に四式戦を空輸する任務に就いていた穴吹智軍曹（かつて飛行第50戦隊で一式戦をもって活躍したエース、当時は明野陸軍飛行学校助教）は数回にわたりアメリカ海軍艦載機と交戦しており、台湾の高雄上空などでF6F 計4機ないし6機撃墜を報告している。フィリピン航空戦末期には四式戦の集成戦闘部隊として戦っていた第30戦闘飛行集団にて特別攻撃隊である精華隊が編成され、250kg爆弾2発を装備した四式戦が1945年1月8日に護衛空母「キトカン・ベイ」に突入、同月13日には護衛空母「サラマウア」に突入、それぞれ大破の戦果を残している。

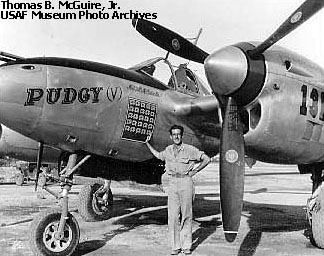
トーマス・マクガイア少佐とP-38

特筆に価する戦果としてフィリピン航空戦中の1945年1月7日、ネグロス島上空において飛行第71戦隊の福田瑞則（ふくだみずのり）軍曹が操縦する四式戦が、アメリカ全軍第2位のエース（38機撃墜）であるトーマス・マクガイア少佐のP-38Lを事実上撃墜している。哨戒飛行を任務に長機マクガイア少佐（第431戦闘飛行隊長）、2番機エドゥイン・ウィーバー大尉（北アフリカ戦線従軍経験有）、3番機ジャック・リットメイア少佐（フィリピン航空戦で既に4機撃墜記録）、4番機ダグラス・スロップ少尉（出撃53回、1機撃墜記録）からなる第431戦闘飛行隊P-38Lの4機編隊は、7日午前6時30分にレイテ島ドラッグ飛行場を離陸開始（途中、リットメイア機はエンジン不調によりスロップ機と編隊位置を交代）。福田の証言では、第71戦隊は同日ルソン島へ向かう大艦船団発見の報告により、午前3時30分150kg爆弾を搭載した福田軍曹機・三浦軍曹機が単機ごとの索敵攻撃のためマナプラ飛行場を離陸（当時の第71戦隊は消耗により単機地上攻撃任務が主体）。しかし予定地点で船団を発見出来なかったため6時に索敵を中止、帰還中の6時30分頃にバコロド上空高度1,000 m付近で飛行第54戦隊杉本明准尉操縦の一式戦と遭遇し、しばらくの編隊飛行ののちタリサイ上空で別れた。マナプラ飛行場への着陸コースに入った四式戦福田機は、先程の一式戦杉本機が哨戒飛行中であった4機のP-38マクガイア編隊と空戦中のところを発見（この際P-38 1機が炎上墜落中、一式戦は不時着のため降下中を確認）、福田機はP-38 3機に突進し対進戦で撃ち合い先頭の1機を撃墜するも被弾。その後も四式戦福田機は残る2機と1分ほど格闘し1機を撃破。双方は空戦場を離脱し戦闘は終了、福田機は着陸時に転覆して後に廃棄処分となったが福田自身は軽傷で済んだ。離脱したスロップ機は午前7時55分、ウィーバー機は8時5分頃にドラッグ飛行場へ帰還着陸した。実際にこの空戦において、マクガイア機・リットメイア機が未帰還・戦死しているが（杉本准尉は被弾のため不時着するも、地上で抗日ゲリラによって射殺された遺体を現地日本軍守備隊が発見）、詳細は明らかになっていない。一式戦杉本機が1度目の戦闘でマクガイア機を撃墜、四式戦福田機は2度目の戦闘でまずスロップ機を撃破し続いてリットメイア機を撃墜したという説明もある。マクガイア機は低空・低速で無理な機動を試みたことにより失速・墜落したという説もある。
福田軍曹は当時マラリアの高熱により意識朦朧状態であり、かつ乗機は落下タンクと150kg爆弾を搭載したままで（空戦発見時は味方宿舎上空のため投下出来ず）、マクガイア編隊もマクガイアの無線指示によりこちらも落下タンクを投下しないまま、高度1,000 m以下の低空域で空戦を行っている。ちなみに、福田軍曹は陸軍少年飛行兵第10期で1944年5月に第71戦隊へ着任し11月に戦隊とともにフィリピンへ進出、操縦時間が少なく今まで実戦経験もなくこれが最初の空戦らしい空戦体験であったにもかかわらずこの大戦果を挙げ、この1ヵ月後にネグロス島を脱出し本土へ後退、飛行第101戦隊に転属し沖縄戦も四式戦で戦い終戦を迎えた。戦後の1974年（昭和49年）には第475戦闘航空群（第431戦闘飛行隊の上級部隊）の戦友会に、本空戦を調査した秦郁彦の手引によって福田はメッセージを届けている。

### ビルマ戦線
ビルマの戦い（ビルマ航空戦）では第50戦隊が1944年9月から四式戦に機種改変。当初は故障が続出したものの、一式戦装備の飛行第64戦隊とともに12月31日に撤退する第15師団を追尾するイギリス軍を中心とした連合軍機甲部隊の捕捉・攻撃（襲撃）に成功。のちの第64戦隊長である宮辺英夫少佐はこの戦闘と四式戦に対し「（掃射では20mm機関砲の）威力が大いに発揮された」「まずは、四式戦のビルマにおける初のお手柄」と述べている。1945年1月9日、第50戦隊の四式戦7機は爆装して第64戦隊の一式戦28機の直掩を受けアキャブ沖連合軍艦船攻撃に出撃、このうちエース大房養次郎曹長機が巡洋艦ないし輸送船への命中戦果を報告している。以後、ラングーンが陥落してビルマ航空戦が事実上終了する5月まで、第50戦隊の四式戦は第64戦隊の一式戦とともに空戦や地上攻撃に活躍した。

### 本土防空戦

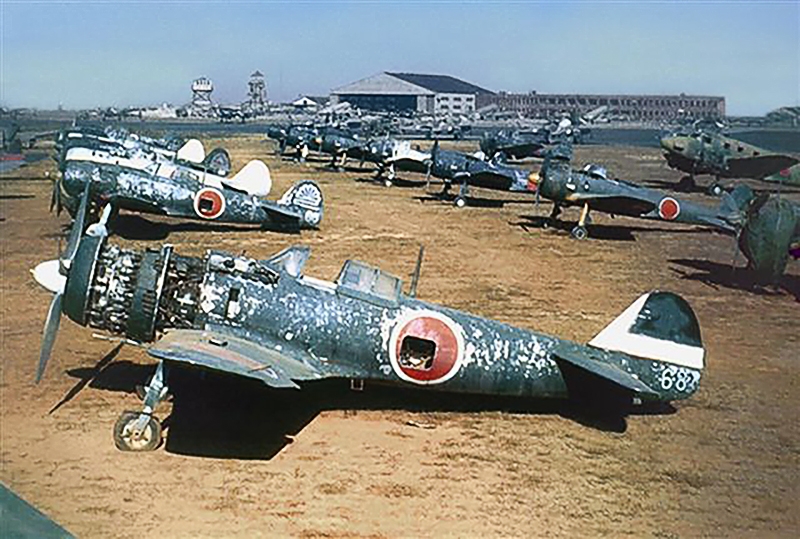
終戦直後の第85戦隊（手前、部隊マーク「片矢印」）および第22戦隊（左奥数機、部隊マーク「菊水紋」）の四式戦他。右列は所属不明の一式戦、右奥は一式双発高等練習機。

本土防空戦にて、飛行第47戦隊は整備指揮班長を務め「整備の神様」と謳われた刈谷大尉のもと、戦隊内に指揮小隊を設けそこで機体整備に関する全てを掌握し、厳密なる飛行時間の管理、点火プラグの早期交換、定期的なオーバーホールなど、徹底的かつ適切な整備を施すことで部隊の四式戦稼働率を常時87から100パーセントに保っている。ただ、このような整備方法は欧米諸国では一般的に行われており、日本側の整備教育や補給が立ち遅れていた側面が大きい。刈谷陸軍大尉によれば「47戦隊で100パーセント働いた」エンジンが他部隊で動かなかったのは「日本陸軍の整備教育が間違っていたから」であり、「疾風（誉）のせいじゃない」と回想している。また本土より遙かに条件が劣悪なフィリピンにおける四式戦の稼動率は三式戦はおろか一式戦よりも高かったという記録も残されている（当時の一式戦三型は水メタノール噴射装置を搭載したが整備兵が慣れておらず稼働率が低下している）。さらに満州の飛行第104戦隊は再生潤滑油を使用せず、補給廠デッドストックのアメリカ産輸入潤滑油を用い稼働率80から100パーセントを保ったという記録があり、これは潤滑油をアメリカ産の輸入に頼っていながら、事前の国産化を怠ったままアメリカとの開戦に突入し、戦前に輸入したストックに頼らざるを得ない状況に陥らせた、日本の戦前工業行政の致命的な失敗であった。

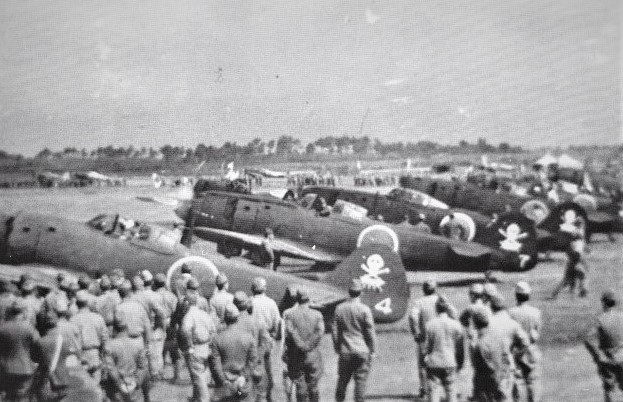
第58振武隊（髑髏隊）の四式戦闘機｢疾風｣、尾翼の釜茹髑髏のマークが特徴、第4航空軍司令官富永恭次中将の長男富永靖少尉も所属していた（1945年、都城東飛行場）

本土での運用時期における稼動割合については前述の刈谷大尉が第47戦隊においては前述の通り在隊機100 %、航空廠修理機を含めて87 %、その当時一般部隊においては良好なところで40%、悪いところで20 - 0 %であると述べている。また、この時期の陸軍調査の数字としては1945年5月20日調査の「航空総軍飛行機保有状況」があり、ここでは野戦部隊・防空部隊あわせて555機保有の四式戦のうち（対象は航空総軍隷下部隊であり、第2航空軍隷下部隊（満州方面：飛行第104戦隊など）などの外地部隊や内地でも特攻飛行部隊は除く）、「状態甲」（自隊内にて整備完了。出撃可能機数は同数かこれ以下となる）の機体は235機となり割合としては42 %となる。
その後も沖縄戦（菊水作戦）や本土防空戦にも投入された。4月6日には、菊水作戦の一環として、戦艦「大和」による海上特攻作戦が行われたが、同じ海軍の第五航空艦隊では、多数の重武装、重装甲型の零戦52型丙型を擁するが、夜間襲撃が主任務のため「芙蓉部隊」（指揮官：美濃部正少佐）が、「大和」の護衛任務を拒否するなど消極的で、｢大和｣は殆ど航空支援を受けることができなかったが、その窮状を聞いた第6航空軍司令官菅原道大中将は、「（大和特攻の際に）南九州の第100飛行団が四式戦疾風を全力投入して、奄美大島付近の制空権を一時的に掌握、協力する」と約束し。菅原は約束通り、第100飛行団を主力とする四式戦41機を「大和」の援護に出撃させて、12：00から14：00にかけて制空戦闘をおこない10機が未帰還となった。また、特攻機の護衛任務として出撃することも多く、迎撃してきたアメリカ軍のF6FヘルキャットやF4Uコルセアといった艦載機や、P-47サンダーボルトなどと激しい空中戦を繰り広げた。
沖縄戦においては部隊マークとしてドクロを描いたことで有名な第58振武隊など、四式戦で編成された特攻隊も出撃している。沖縄戦の特攻戦果としては6月21日夕刻に都城東飛行場を出撃し沖縄沖に突入した第26振武隊（四式戦4機）がカーチス級水上機母艦「カーチス」大破炎上、ケネス・ホィッティング級水上機母艦「ケネス・ホィッティング」小破、エヴァーツ級護衛駆逐艦「ハローラン」小破の記録を残している。
日本本土防空戦でも四式戦は活躍している。5月23日の夜間にB-29が558機、5月25日の夜間にはB-29が498機という、3月10日の東京大空襲を上回る大兵力で再度の大規模焼夷弾攻撃が行われたが、5月23日には、前回の東京大空襲と同じ轍を踏むまいと、日本陸海軍が全力で迎撃し、迎撃機の総数は140機にもなった。なかでも飛行第64戦隊（いわゆる「加藤隼戦闘隊」）で中隊長として勇名をはせた黒江保彦少佐が四式戦で3機のB-29撃墜を記録している。しかし、沖縄を失い、日本本土が脅かされるようになると、本土決戦（決号作戦）に備えた戦力の温存策で、出撃が控えられるようになり、大きな戦果を挙げることは出来なかった。1945年8月13日には占領下の沖縄から朝鮮に来襲したP-47に対し、京城飛行場の第22戦隊・第85戦隊（中国戦線で壊滅した後に同地へ後退して戦力回復）の四式戦が出撃したものの、飛行場自体が他方面から飛来していた重爆撃機で混雑して邀撃が後手に回っていたこともあり機数に勝るも一方的な敗北を喫した。
満州では1945年8月9日にソ連軍が侵攻したが（ソ連対日参戦）、8月12日と15日の2度にわたって第104戦隊の四式戦が、同じく満州に展開していた独立飛行第25中隊の二式複戦とともにソ連軍機甲部隊に対しタ弾による攻撃を行ない、戦車やトラックなどの軍用車輌数十輌を破壊・炎上させる戦果を挙げている。
なお、海軍航空技術廠に初期生産型の2機が海軍の研究用として正式に譲渡された。推定完成時期は昭和19年6月後半で、陸海軍の機種統一を真剣に考慮しなければならなくなった時期にあたる。これらは終戦時まで残置しており、写真も残されている。

## 諸元
| 制式名称           | 四式戦闘機一型甲（試作型）                                                                                             | 四式戦闘機一型甲（量産型）                                                                                             | 四式戦闘機一型乙 |
| ------------------ | --- | --- | --- |
| 試作名称           | キ84-I甲 | キ84-I甲 | キ84-I乙 |
| 全長               | 9.92 m | 9.92 m | 9.92 m |
| 全幅               | 11.24 m | 11.24 m | 11.24 m |
| 全高               | 3.38 m | 3.38 m | 3.38 m |
| 翼面積             | 21 m2 | 21 m2 | 21 m2 |
| 翼面荷重           | 185.24 kg/m2 | 185.24 kg/m2 | 185.24 kg/m2 |
| 自重               | 2,698 kg | 2,698 kg | 2,698 kg |
| 全備重量           | 3,890 kg (正規) / 4,170～4,405 kg (過荷)                                                                               | 3,890 kg (正規) / 4,170～4,405 kg (過荷)                                                                               | 3,890 kg (正規) / 4,170～4,405 kg (過荷)                                                                               |
| 発動機             | ハ45-11 空冷星型複列18気筒 35.8L                                                                                       | ハ45-21 空冷星型複列18気筒 35.8L                                                                                       | ハ45-21 空冷星型複列18気筒 35.8L                                                                                       |
| 排気管             | 推力式集合排気管 | 推力式単排気管 | 推力式単排気管 |
| 最大出力           | 1,800 hp (離昇) 1,650 hp (高度2,000 m) 1,460 hp (高度5,700 m)                                                          | 2,000 hp (離昇) 1,860 hp (高度1,750 m) 1,625 hp (高度6,100 m)                                                          | 2,000 hp (離昇) 1,860 hp (高度1,750 m) 1,625 hp (高度6,100 m)                                                          |
| 最高速度           | 624 km/h（高度5,000 m） 640 km/h（高度6,000 m） 631 km/h（高度6,120 m）                                                | 660 km/h（高度6,000 m） WEP：687 km/h（高度6,097 m 米軍試験飛行時記録）                                                | 660 km/h（高度6,000 m） WEP：687 km/h（高度6,097 m 米軍試験飛行時記録）                                                |
| 上昇力             | 5,000 mまで6分26秒 | 5,000 mまで約5分弱 | 5,000 mまで約5分弱 |
| 燃料搭載量         | 胴体前部：217L ＋ 主翼内：173L×2 ＋ 主翼内前縁部 (補助タンク)：67L×2 ＋ 増槽：200L×2 合計：563L (正規) / 1,097L (過荷) | 胴体前部：217L ＋ 主翼内：173L×2 ＋ 主翼内前縁部 (補助タンク)：67L×2 ＋ 増槽：200L×2 合計：563L (正規) / 1,097L (過荷) | 胴体前部：217L ＋ 主翼内：173L×2 ＋ 主翼内前縁部 (補助タンク)：67L×2 ＋ 増槽：200L×2 合計：563L (正規) / 1,097L (過荷) |
| 水メタノール搭載量 | 130L | 130L | 130L |
| 潤滑油搭載量       | 50L | 50L | 50L |
| 航続距離           | 1,400 km (正規) / 2,500 km (過荷)                                                                                      | 1,400 km (正規) / 2,500 km (過荷)                                                                                      | 1,400 km (正規) / 2,500 km (過荷)                                                                                      |
| 武装               | 翼内20mm機関砲（ホ5）2門（携行弾数各120発） 胴体12.7mm機関砲（ホ103）2門（携行弾数各250発）                            | 翼内20mm機関砲（ホ5）2門（携行弾数各150発） 胴体12.7mm機関砲（ホ103）2門（携行弾数各350発）                            | 20mm機関砲（ホ5）4門（翼内2門＋胴体2門）（携行弾数各150発）                                                            |
| 携行弾数           | 20mm機関砲弾×240発 12.7mm機関砲弾×500発                                                                                | 20mm機関砲弾×300発 12.7mm機関砲弾×700発                                                                                | 20mm機関砲弾×600発 |
| 爆装               | 30kg〜250kg爆弾×2発 または クラスター爆弾（タ弾）×2発                                                                  | 30kg〜250kg爆弾×2発 または クラスター爆弾（タ弾）×2発                                                                  | 30kg〜250kg爆弾×2発 または クラスター爆弾（タ弾）×2発                                                                  |
| 無線               | 九九式飛三号無線機二型                                                                                                 | 四式飛三号無線機一型                                                                                                   | 四式飛三号無線機一型                                                                                                   |
| 生産機数           | 約100機以上（推定/試作機のみ）                                                                                         | 約3,000機（推力式集合排気管装備の試作機含む）                                                                          | 約500機（推定/試作機含む）                                                                                             |

## 各種形式
一型甲（キ84-I甲）
翼内にホ5 20mm機関砲2門、機首にホ103 12.7mm機関砲2門を装備した対戦闘機戦重視の基本型。生産されたほとんどの機体はこの型式。携行弾数はホ5が1門につき150発、ホ103は1門につき350発であった。
一型乙（キ84-I乙）
甲型の翼砲ホ5はそのままに機首砲ホ103をホ5に換装した対爆撃機戦重視の武装強化型。製造番号3001以降がこの型とされるが、生産数は不明。試作機は試験飛行において660 km/h (6,000 m)を記録したとされる。
キ84-I丙
一型乙の機首砲ホ5はそのままに翼砲ホ5をホ155-II・30mm機関砲に換装した武装強化型。試作のみ。
キ84-I丁
一型乙の操縦席後方にホ5を上向き砲として1門を追加した夜間戦闘機型。試作のみ。
キ84-II
機体の一部を木製化したもの。計画のみ。
キ84-III
排気タービン搭載を追加装備した高高度型。計画のみ。
キ84-IV
エンジンを高高度性能に優れたハ45-44に換装した高高度戦闘機型。計画のみ。
キ84サ号（サ号機とも）
ハ45の水エタノール噴射を酸素噴射に変更し、高高度における性能向上を図った型。上昇力が向上し、高度9,000 mでの速度が50 km/h増し、特に、加速力と上昇力も大幅に向上した。テスト中に終戦を迎えた。中島飛行機のテストパイロットである吉沢准尉によると、「みるみる速度計の針が上がるのが判ったが、30分も続けるとガタがきてスピードが落ちた。長くやってはいけない」とのこと。同装置を搭載した二式複座戦闘機は高度10,000 mで出力が30 %程度増加、吸入圧力でプラス100 mmHg、出力で150 hp上昇したとされている。
キ106
1944年、アルミ合金の不足から、機体の大半を木製化したもの。重心の変化により機首が延長され、フラップは蝶型ではないスプリット式に変更された。17%もの重量増加のため上昇力・速力が低下。また組み立てに使うカゼイン系接着剤に問題があり、試験中に主翼下面外板が剥離・脱落するトラブルも発生した。立川飛行機に加え呉羽紡績や、王子航空機においても試作され、合計10機が完成した。
王子航空機の江別工場（北海道江別市）では3機が製作され、1号機は江別飛行場へ陸送されて1945年6月11日に初飛行。2号機は8月13日、黒江保彦少佐により福生飛行場（東京都）まで800 km以上の長距離飛行に耐えることを実証した。訓練用としての使用も考えられたが、強度不足や構造が量産向きでない問題から生産は中止された。終戦後、アメリカ本国に1機が送られ調査された。1994年に北海道江別市早苗別川畔の地中から設計図が発見された。キ106の主翼骨組みと落下タンク、模型が北海道博物館に、主車輪などが江別市郷土資料館に所蔵されている。
呉羽紡績は1944年2月10日に航空機メーカーとして呉羽航空機を設立し、立川航空機の技術指導のもと呉羽工場でキ106を生産した。1号機の試験飛行は1945年6月20日に行われ、富山から立川への飛行中に水平飛行で605.6km/hを記録した。2号機の完成により量産体制が完成したが、同時に終戦となった。
伝統的な木工技術者の多い岐阜県飛騨地方でも、飛騨木工株式会社（現在の飛騨産業）などが参画して高山航空工業が設立され、1944年暮れに試作機1号機が東京まで空輸された。
キ113
アルミ合金の不足から、機体の大半を鋼製化したもの。中島飛行機で試作一号機体が完成しエンジン未着装の状態で終戦を迎えた。やはり重量増加や工程増加による生産性の悪さに加え、鋼材も不足したため生産の見込みがたたず失敗作となった。
キ116
満州飛行機での転換生産型。発動機を信頼性の高い三菱ハ112-II（公称1,500馬力）に換装し、プロペラも3翅となっている。また重心調整のため、全長が20 cm長くなっている。翼面荷重が制式機より25 kg程度減少したこともあり、速度がやや低下した反面、飛行特性は向上したといわれる。かつ、エンジン他で重量が500 kg程度減少しており、これは換装による減少したエンジン出力約300 hp分を十分補って余りあるものとなった。特に翼面荷重はキ84の185 kg/m2に対して160 kg/m2になったため、旋回性能や離着陸性能は、むしろ向上したものと容易に推定することが出来る。試験飛行の結果は良好であったが、各種飛行特性や厳密な性能測定の直前、1945年8月9日ソ連侵攻に遭遇し、関係者の手により機体・設計図とも自らの手で処分された。
キ117
エンジンを大馬力のハ44-13型（離昇2,400馬力）に換装した性能向上型。主翼を1.5 m2広げ高高度性能の向上を図った。設計中に終戦。キ84-Nとも称した。

## 現存する機体

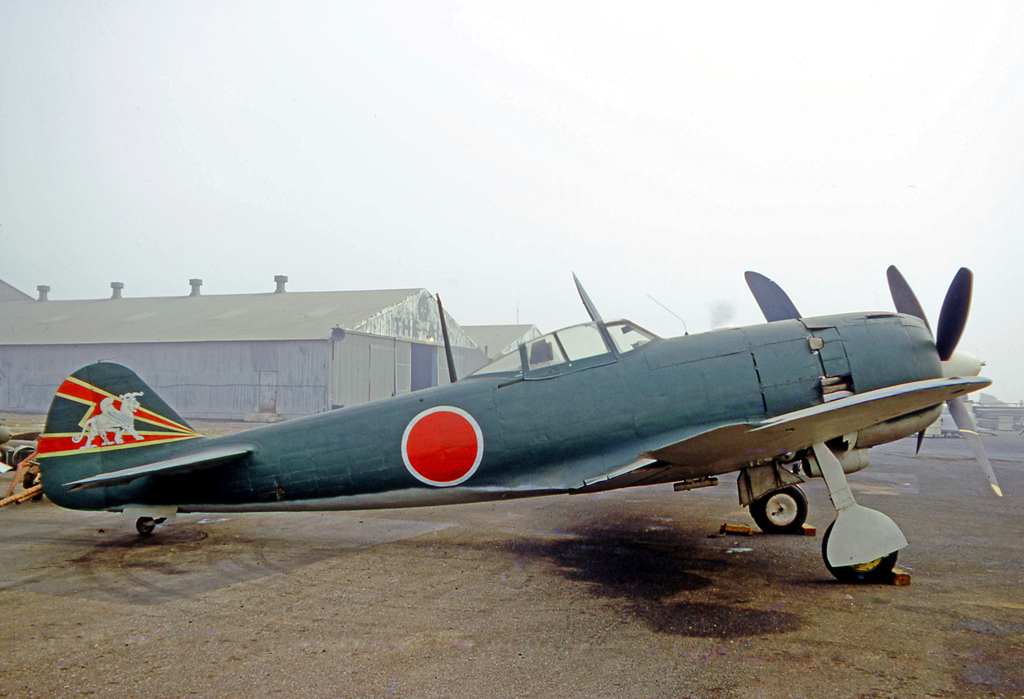
1970年、カリフォルニア州オンタリオ国際空港における四式戦一型甲（キ84-I甲）。里帰り時は第11戦隊の部隊マーク「稲妻」に直される。

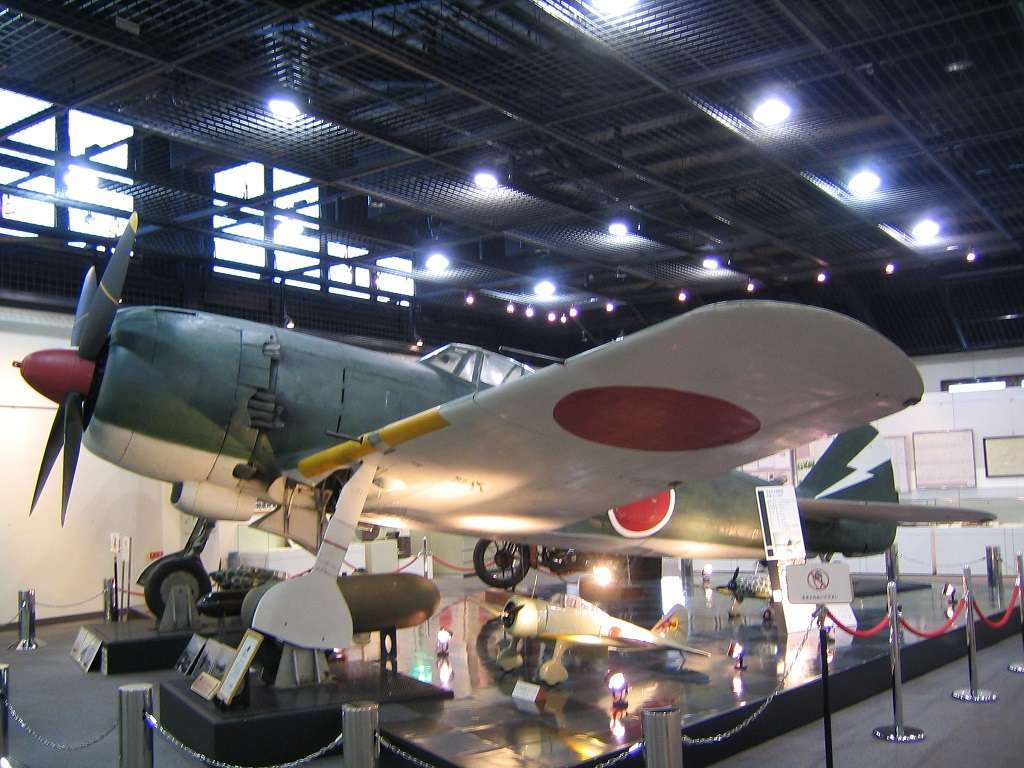
2009年、知覧特攻平和会館の四式戦一型甲（キ84-I甲）

四式戦の現存機として、知覧特攻平和会館（鹿児島県南九州市知覧）に収蔵・展示されている一型甲（1446号機）が唯一の静態保存機体となる。
本機は1944年12月に中島飛行機太田製作所にて製造され、フィリピン戦で展開した第11戦隊第2中隊に配備された。1945年1月にアメリカ軍に鹵獲されアメリカ本土に運ばれ、同年3月に性能テストに使用された。テスト時にはハイオクタン・ガソリンを使用し687km/hを発揮した。また連合国戦闘機との比較テストでも使用された。1952年にアメリカのマロニー航空博物館（現プレーンズ・オブ・フェイム航空博物館）に払下げられレストアを経て飛行可能となった。その後、ドン・ライキンスに渡り、民間機登録(N3385G)をし、飛行可能状態を維持していたが、経営難から疾風は売り出されることとなり、栃木県宇都宮市の日本人実業家（元海軍下士官で戦闘機操縦員）に買い取られた。
1973年に航空自衛隊入間基地（旧陸軍航空士官学校・豊岡陸軍飛行場跡地）にて国際航空宇宙ショーが行われた際に日本へ移送され、ライキンスにより展示飛行を行った。展示飛行後に中島飛行機の後身である富士重工業株式会社（現・株式会社SUBARU）の宇都宮製作所が隣接する陸上自衛隊宇都宮飛行場に、ライキンスにより空輸された。同年11月に所有者である日本人実業家自身が搭乗し飛行が行われた。飛行時は主脚が格納しきれず、脚を出したまま飛行をしていた。ちなみにこの飛行が最後の飛行となった。
しばらくは富士重工業内の倉庫へ収容され、中島飛行機時代の関係者らによる整備が行われ、飛行可能な良好な状態で維持されていたが、日本人実業家が死去してしまったため、疾風は三人の債権者の共有となった。
債権者と京都嵐山美術館の代表者で取引が成立し、疾風は京都嵐山美術館に売却されることとなった。同館で展示されていたが劣悪な管理状況により飛行不能となった。ライキンスはこの状況を聞き深く後悔した。本機の復元を行ったマロニー航空博物館も「他の機体数機との交換で良いので還して欲しい」とコメントしている。飛行不能となった要因について「ずさんな野外展示が行われ、元々機体から容易に外せない部品を強引に取る盗難にあった」という俗説が流布しているが、2017年から行われている機体の調査により部品盗難の事実はなく、上記のレストア時に一部部品がアメリカ製に交換されている事を除き多くの部品がオリジナルのままであることが確認されている。
1991年に嵐山美術館は閉館となり、疾風含む多くの軍装品は和歌山県白浜へ移されることとなった白浜では新たにゼロパークとして開園し、零戦六二型(展示時は六三型と表記されていた)をはじめ、嵐山美術館の軍装品の多くが展示されていたが、疾風は分解された状態でブルーシートにかけられ保管されていた。
1995年に嵐山美術館株式会社から知覧特攻平和会館に、疾風の長期貸出、又は譲渡の提案が打診された。知覧特攻平和会館としては1446号機のゆかりのある場所ではないが、疾風は特攻の護衛、戦果確認や基地上空の防空、特攻機として出撃したりと知覧とは深く関わりがある飛行機なので購入を決定し、1億円で売買契約が締結された。
1996年に知覧特攻平和会館へ運び込まれ、疾風用の展示室を増築し、機体の清掃と一部の再塗装が行われ、現在も知覧で展示され良好な状態を保っている。2008年には経済産業省より｢欧米諸国を驚愕させるまでに急成長を遂げた航空機産業の歩みを物語る近代化産業遺産群｣として近代化産業遺産に認定された。2020年には南九州市指定文化財（種別は有形文化財のうち歴史資料）に指定された。2025年3月31日現在、本機は日本における文化財指定された唯一の航空機である。2023年には日本航空協会より、歴史的に価値の高い航空機などを認定する重要航空遺産に認定された。
同機の部材の一部は東京文化財研究所によって三次元記録が作成され、公開されている。
山梨県河口湖自動車博物館には、1446号機とは別の疾風の方向舵が展示されており、当時のオリジナル塗装も残っている。

## 登場作品

### 映画
『Never So Few』
知覧現存機の1446号機がタキシング映像で短時間だが出演している。

### 漫画・アニメ
『戦場まんがシリーズ』
「メコンの落日」「流星北へ飛ぶ」「アクリルの棺」などに登場。「メコンの落日」では、登場人物にP-51に匹敵する期待の最新鋭機だと語られている。
『荒野のコトブキ飛行隊』
7話、8話、11話、12話に登場。コトブキ飛行隊の一式戦闘機を圧倒的に上回る高速で翻弄する。
『パニックワールド』
昭和20年8月1日、房総半島上空で、成増基地から迎撃に飛び立った本機が米軍の原爆搭載機（B-29）を撃墜する。

### 小説
『パラレルワールド大戦争』
豊田有恒の小説。飛行第47戦隊など陸軍所属機が登場。松代大本営跡に生じたタイムトンネルを介して1945年の日本に介入した自衛隊により、部品や燃料などを未来から持ち込まれた自動車用のものに変えたほか、敵味方識別装置や翼下にパイロンを設置して2発のサイドワインダー・ミサイルを搭載するなどの改造を施し、米軍機との防空戦に用いられる。

### ゲーム
『IL-2 Sturmovik 1946』
コンバットフライトシミュレータゲーム。
『War Thunder』
コンバットフライトシミュレーターゲーム。プレイヤーの操縦機体として一型甲・一型乙・キ84-I丙が登場する。
『World of Warplanes』
『ストライカーズ1945II』（彩京）
『艦隊これくしょん -艦これ-』
「四式戦 疾風」の名称で登場。
『荒野のコトブキ飛行隊 大空のテイクオフガールズ！』
各キャラクターの搭乗可能機体として登場。